# Max Brauer

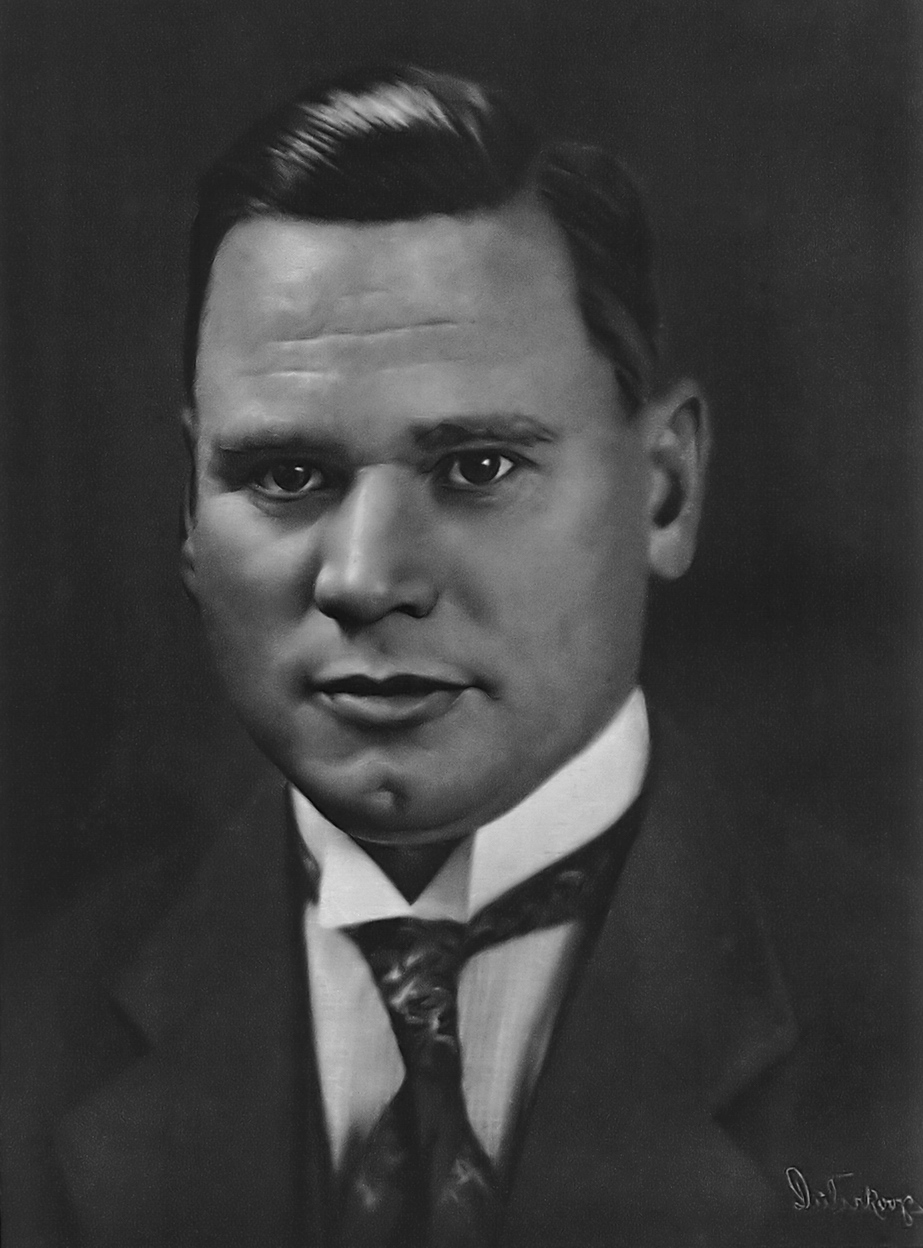
Max Brauer als Altonaer Oberbürgermeister (1927)

Max Julius Friedrich Brauer (* 3. September 1887 in Altona-Ottensen; † 2. Februar 1973 in Hamburg) war ein deutscher Politiker. Nach ersten Erfahrungen in der sozialdemokratischen Arbeiterbewegung wurde er im Zuge der Novemberrevolution 1918 Mitglied des Magistrats von Altona. 1924 stieg er zum Oberbürgermeister von Altona auf und war in dieser Funktion einer der wenigen sozialdemokratischen Amtsinhaber in der Weimarer Republik. Nach der Machtübernahme der Nationalsozialisten floh Brauer aus Deutschland und verbrachte die folgenden Jahre im Exil. 1946 kehrte er nach Deutschland zurück und wurde zum ersten frei gewählten Ersten Bürgermeister Hamburgs nach dem Zweiten Weltkrieg. Dieses Amt übte er – mit einer Unterbrechung von Ende 1953 bis Ende 1957 – bis 1960 aus.

## Im Kaiserreich

### Kindheit und Jugend

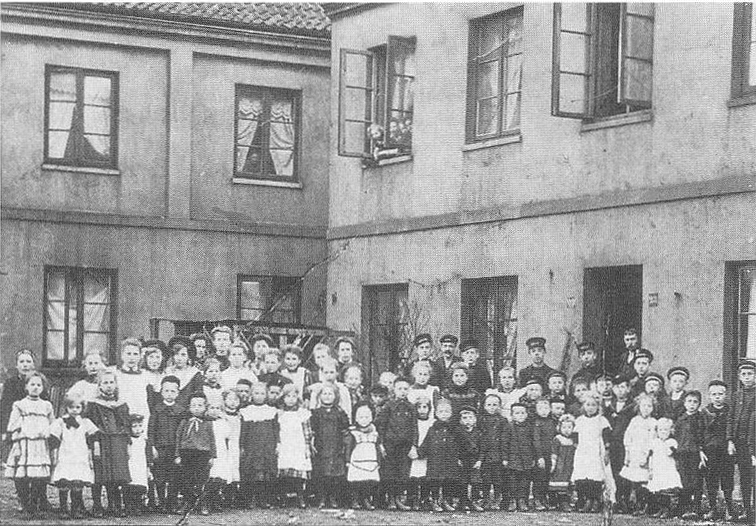
Kinder von Glasarbeitern, im Hintergrund Werkswohnungen der Glasfabrik C.E. Gätcke

Max Brauer kam 1887 als Sohn von Wilhelm und Margarethe Brauer, geborene Kunitz, in Ottensen zur Welt. Er wuchs als achtes von 13 Kindern in ärmlichen Verhältnissen auf. Die Familie bewohnte eine Werkswohnung der Glasfabrik C. E. Gätcke, bei der Wilhelm Brauer als Glasbläser angestellt war.
Ottensen war ein Ort im rapiden Umbruch. Industrialisierung und Urbanisierung prägten das Zusammenleben der Menschen. Ferner war Altona, zu dem Ottensen seit der Eingemeindung 1889 zählte, ähnlich wie Hamburg ein Zentrum der sozialdemokratischen Arbeiterbewegung. August Bebel adelte die Hansestadt 1875 mit der Bemerkung, sie habe als „Hauptstadt des Sozialismus“ zu gelten; das lokale Parteiblatt in der preußischen Nachbarstadt ergänzte im Folgejahr, Altona sei das „Bollwerk der Sozialisten im Norden“. Max Brauer bekannte sich stets zu seiner Herkunft. So betonte er 1924 öffentlich:

„Ich bin in Altona geboren: Altona ist meine Vaterstadt. Als Arbeiterkind bin ich hier groß geworden; durch die Volksschule bin ich gegangen, um selbst Arbeiter zu werden. Die widrigen sozialen Verhältnisse der unteren Volksschichten habe ich am eigenen Leibe kennen gelernt. Arbeitslosigkeit, Wohnungselend, alles was die breiten Schichten unserer Bevölkerung bedrückt, ist mir bekannt. Ich habe wie viele junge Arbeiter gehungert und gedürstet nach Bildung und Wissen.“

Während der Vater Brauers die Beziehungen von Arbeitern und Unternehmern im Grundsatz als gegeben hinnahm, war die Mutter offen für sozialdemokratische Gedanken. Sie brachte ihrem Sohn die Maxime der Arbeiterbewegung nahe, wonach der Mensch acht Stunden arbeiten, acht Stunden ruhen und sich acht Stunden bilden solle. Max Brauers jüngste Schwester berichtete später, er sei überaus wissbegierig gewesen, in fast jeder freien Minute habe er gelesen.

### Engagement in der sozialdemokratischen Arbeiterbewegung

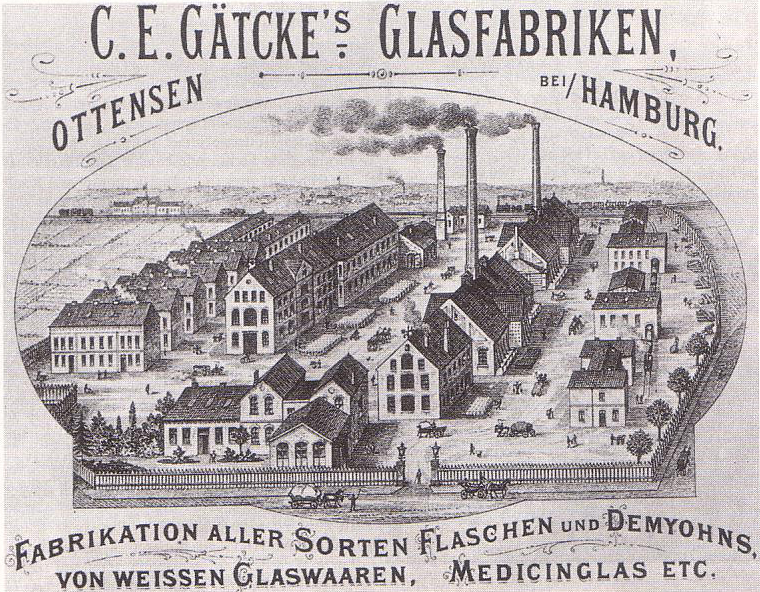
In der Glasfabrik C.E. Gätcke arbeitete sein Vater, Max Brauer erlernte hier das Glasbläser-Handwerk.

Dem Willen seines Vaters folgend beendete Brauer mit 14 Jahren die Volksschule und erlernte ebenfalls bei C. E. Gätcke das Glasbläser-Handwerk. Seine Lehre schloss er in Westerhüsen bei Magdeburg ab, wohin seine Familie verzogen war. Als Glasbläser arbeitete Brauer jedoch nicht lange, denn nachdem er zu einem Streik aufgerufen hatte, stand er auf überregionalen schwarzen Listen der Glasfabrikanten. Schon vorher hatte er sich aktiv in der Arbeiterbewegung betätigt. Seit dem 24. Juli 1904 war er Mitglied der Gewerkschaft Centralverein der Glasarbeiter und Glasarbeiterinnen. Ein Jahr später gründete er, noch keine 18 Jahre alt, in Damgarten – dort lebte seine Familie mittlerweile – die Ortsgruppe der Sozialdemokratischen Partei Deutschlands (SPD). Sie hatte nach kurzer Zeit etwa 30 Mitglieder.
Von der Ausübung seines Lehrberufes ausgeschlossen, arbeitete Brauer in den folgenden Jahren als Bau- und Fabrikarbeiter. Zugleich betätigte er sich weiterhin als Funktionär der Glasarbeiter-Gewerkschaft und der Partei. Zurück in Ottensen fand er 1909 im örtlichen Konsum-, Bau- und Sparverein eine Anstellung. Dort stieg er zum Betriebsleiter auf. 1911 wurde er in den Vorstand der SPD-Ortsgruppe Ottensen gewählt. In allen ihren drei Säulen – Partei, Gewerkschaften, Genossenschaften – lernte Brauer somit „Arbeiterbewegung‚ von der Pike auf‘“. Zur praktischen Arbeit kam sein Wille, sich mit wichtigen Schriften des Marxismus fortzubilden, er las Marx, Engels, Kautsky und Bernstein. Auch die Werke der klassischen deutschen Literatur um Goethe und Schiller eignete er sich an. Von den zeitgenössischen Autoren galt seine besondere Hochachtung Gerhart Hauptmann. Seine Wertschätzung von Bildung brachte Brauer auf dem SPD-Bezirksparteitag von 1912 in Kiel zum Ausdruck. Vor den Delegierten erklärte er, Bildungsarbeit mit Jugendlichen sei wichtiger als politische Kampagnen.

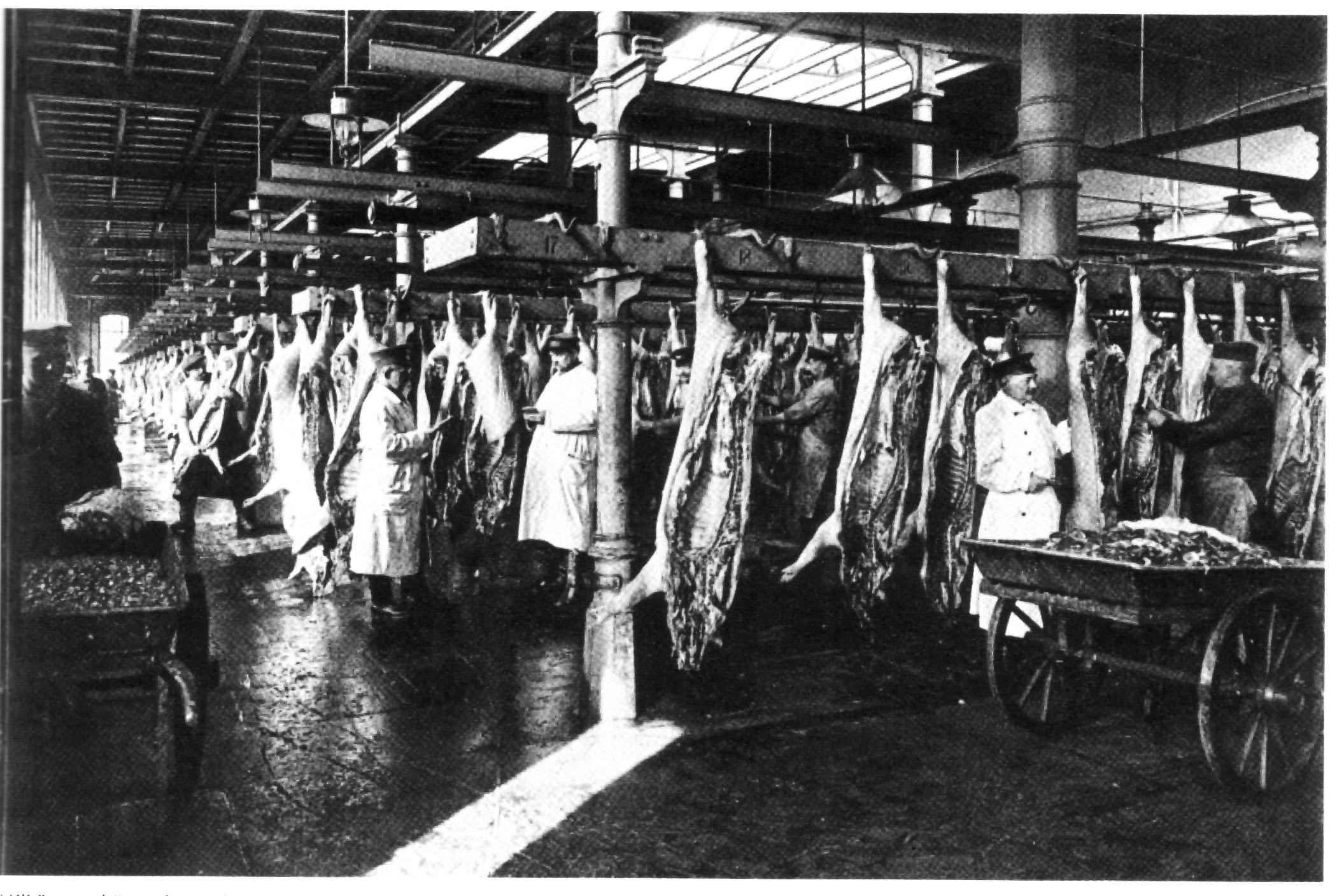
1916: Militärinspektoren kontrollieren die Fleischproduktion im Schlachthof der Genossenschaft Produktion in Hamburg-Hamm.

Im August 1914, zu Beginn des Ersten Weltkriegs, wurde Brauer eingezogen. Nachdem er an der Hand einen Durchschuss erlitten hatte, schied er im Herbst 1915 aus dem Militärdienst aus und arbeitete von da an in der Leitung der Schlachtereiabteilung des Konsum-, Bau- und Sparvereins „Produktion“. Die Produktion wurde in den Kriegsjahren ein wichtiger Lieferant des Heeres. 1916 heiratete Brauer Erna Pehmöller, Tochter eines hauptamtlichen Funktionärs der Tabakarbeiter. Mit ihr hatte Brauer eine Tochter und zwei Söhne, von denen einer als Kleinkind verstarb. 1916 gelang ihm als SPD-Kandidat der Einzug in die Stadtverordnetenversammlung von Altona. In der ersten Phase seiner kommunalpolitischen Arbeit engagierte Brauer sich vor allem in der Frage der Versorgung der Bevölkerung, die in den Kriegsjahren zu einem immer drängenderen Problem wurde.

## Die Jahre der Weimarer Republik

### Magistratsmitglied und Zweiter Bürgermeister
Wie in Hamburg war auch in Altona die Novemberrevolution geprägt vom gemäßigten Auftreten der Mehrheitssozialdemokratie (MSPD). Die Unabhängige Sozialdemokratische Partei Deutschlands (USPD) hatte hier nur anfangs Einfluss; die sich gerade erst formierende Kommunistische Partei Deutschlands (KPD) trat kaum in Erscheinung. Am 11. November 1918 rückte Brauer mit drei anderen Sozialdemokraten in den elf-, später zwölfköpfigen Magistrat der Stadt ein. Die Verwaltung arbeitete in Altona weiter, auch blieb Oberbürgermeister Bernhard Schnackenburg im Amt. Die Wahlen zur Stadtverordnetenversammlung vom 2. März 1919 brachten der MSPD die absolute Mehrheit der Stimmen (54 Prozent). Sie übernahm jedoch nicht die alleinige Regierungsverantwortung, sondern ging ein Bündnis mit den kompromissorientierten Kräften des Bürgertums ein, die gut ein Fünftel der Wähler ausmachten und in der Deutschen Demokratischen Partei (DDP) organisiert waren.
Als im Spätsommer 1919 die Wahl des Zweiten Bürgermeisters von Altona anstand, entschied Brauer die Abstimmung für sich. In diesem Amt war er für die Lebensmittelversorgung zuständig. Ferner hatte er die kommunalen Versorgungsbetriebe (Gas, Wasser, Strom) zu koordinieren. Auch die Demobilisierung fiel in seinen Aufgabenkreis. Seit 1920 besorgte er zudem die Obliegenheiten des Stadtkämmerers und wurde damit der entscheidende Mann in Haushaltsangelegenheiten.
Brauer repräsentierte Altona in mehrfacher Weise. Zum einen war Schnackenburg häufig abwesend, sodass Brauer zum ersten Ansprechpartner vor Ort wurde. Zum anderen war er Altonas Vertreter im schleswig-holsteinischen Provinzialausschuss und im von Konrad Adenauer geleiteten preußischen Staatsrat.
Brauer war ein dezidierter Republikaner. Auf den Kapp-Putsch im März 1920 reagierte er ohne Zögern. Schnackenburg war nicht in Altona anwesend, Brauer rief als sein Stellvertreter sofort zum Generalstreik gegen die Putschisten auf. Die örtlichen Gewerkschaften, eigentlich für Streikfragen zuständig, reagierten mit einem solchen Appell erst drei Stunden später. Der Zweite Bürgermeister ließ das von den Putschisten besetzte Altonaer Rathaus von republiktreuen Verbänden umzingeln und erzwang so den Abzug der republikfeindlichen Einheiten.
In den Jahren bis 1924 bewährte sich Max Brauer vor allem als Krisenmanager angesichts der Hyperinflation. Auf seinen Entschluss hin waren in Altona neben dem üblichen Notgeld auch Viertel-Dollar-Noten im Umlauf. Sie sollten Geldwertstabilität in Zeiten der grassierenden Geldentwertung sicherstellen. Gedeckt wurden diese Noten durch Feingold. Die Stadt bürgte mit ihrem Grundbesitz für die Konvertibilität. Brauer setzte sich mit dieser Idee gegen skeptische Stimmen aus Hamburg durch, die vor diesem Verfahren eindringlich warnten. Überdies erhielten die Bediensteten der Stadt ihren Lohn in Gasmarken ausgezahlt, mit denen die in vielen Wohnungen installierten Gasautomaten betrieben wurden.

### Oberbürgermeister Altonas
Nach dem plötzlichen Tod Schnackenburgs 1924 folgte ihm Max Brauer im Amt des Oberbürgermeisters nach. Bei der Magistratswahl erhielt er eine ausreichend große Mehrheit. Allerdings gab es in konservativen und nationalen Kreisen des Bürgertums massive Widerstände gegen einen Sozialdemokraten im Oberbürgermeisteramt. Diese Widerstände waren nicht auf das rechtsradikale Lager beschränkt, sondern wurden von wichtigen Honoratioren Altonas mitgetragen. Dies zeigte die fragile Verbindung von SPD und Bürgertum. In den Stadtverordnetenwahlen von Anfang 1924 büßte die SPD erheblich an Stimmen ein. Ihr Anteil fiel von 54 auf 33 Prozent. Die DDP kam nur noch auf 9 Prozent. Am rechten und linken Rand des politischen Spektrums war dagegen eine obstruktionswillige Opposition herangewachsen, der nun der Einzug in das Kommunalparlament gelang.
Dem Macht- und Gestaltungswillen Brauers waren dadurch kaum Fesseln anzulegen. Er war einer der wenigen sozialdemokratischen Großstadtregenten in der Weimarer Republik und nutzte die starke Stellung des Oberbürgermeisteramtes, welche die preußische Gemeindeordnung vorsah. In den Jahren bis zur Weltwirtschaftskrise verfolgte Brauer ein weit gespanntes Programm der äußeren und inneren Stadtentwicklung. Im Unterschied zu seinem Vorgänger glaubte der neue Oberbürgermeister an eine eigenständige Zukunftsperspektive Altonas. Die äußerliche Entwicklung wurde in den erheblichen Gebietserweiterungen deutlich. Zum Teil gegen den starken Widerstand lokaler Honoratioren wurden 1927 mit dem Groß-Altona-Gesetz eine Reihe von umliegenden Elbdörfern und Geestgemeinden eingemeindet. Unterstützung erhielt Altona in dieser Frage von der preußischen Landesregierung unter dem Sozialdemokraten Otto Braun. Zur äußerlichen Entwicklung der Stadt trug ferner bei, dass Preußen und Hamburg einen Vertrag über eine Hafengemeinschaft schlossen. Diese Übereinkunft löste das Problem des für die lokale Wirtschaft zu klein gewordenen Altonaer Elbhafens. Die Kooperation diente nicht nur der Hafenentwicklung, sondern sollte den gesamten Niederelberaum entwickeln. Weitere Ebenen dieser Zusammenarbeit waren die gemeinsame Verkehrswegeplanung und Projekte des öffentlichen Nahverkehrs. Die Gründung der Verkehrs-Aktiengesellschaft Altona (VAGA) sorgte durch ein gut vernetztes System von Buslinien für eine verbesserte Mobilität im gewachsenen Raum Altona. Auch Kooperationen mit der Hamburger Hochbahn AG (HHA) gelangen. Es kam jedoch nicht zur Bildung einer Tarifgemeinschaft von VAGA und HHA; die Mobilität zwischen Hamburg und Altona blieb eingeschränkt.
Brauer führte zugleich Regie bei der inneren Entwicklung der Stadt. Hier setzte er zusammen mit dem Architekten und Stadtplaner Gustav Oelsner, mit dem ihn eine persönliche Freundschaft verband, städtebauliche Akzente. Der Leitgedanke war die Entlastung der Innenstadt durch den Bau von Arbeitersiedlungen in den ländlichen Randgebieten, die über den öffentlichen Nahverkehr mit dem Stadtkern zu verbinden waren. Die Stadt Altona wurde durch die Wohnungsbauprogramme zum größten Auftraggeber im Bausektor. Insbesondere die Siedlungs-Aktiengesellschaft Altona (SAGA) – sie war 1922 wesentlich auf Brauers Initiative hin gegründet worden – betätigte sich hier, gefolgt von genossenschaftlichen und gewerkschaftlichen Unternehmen.

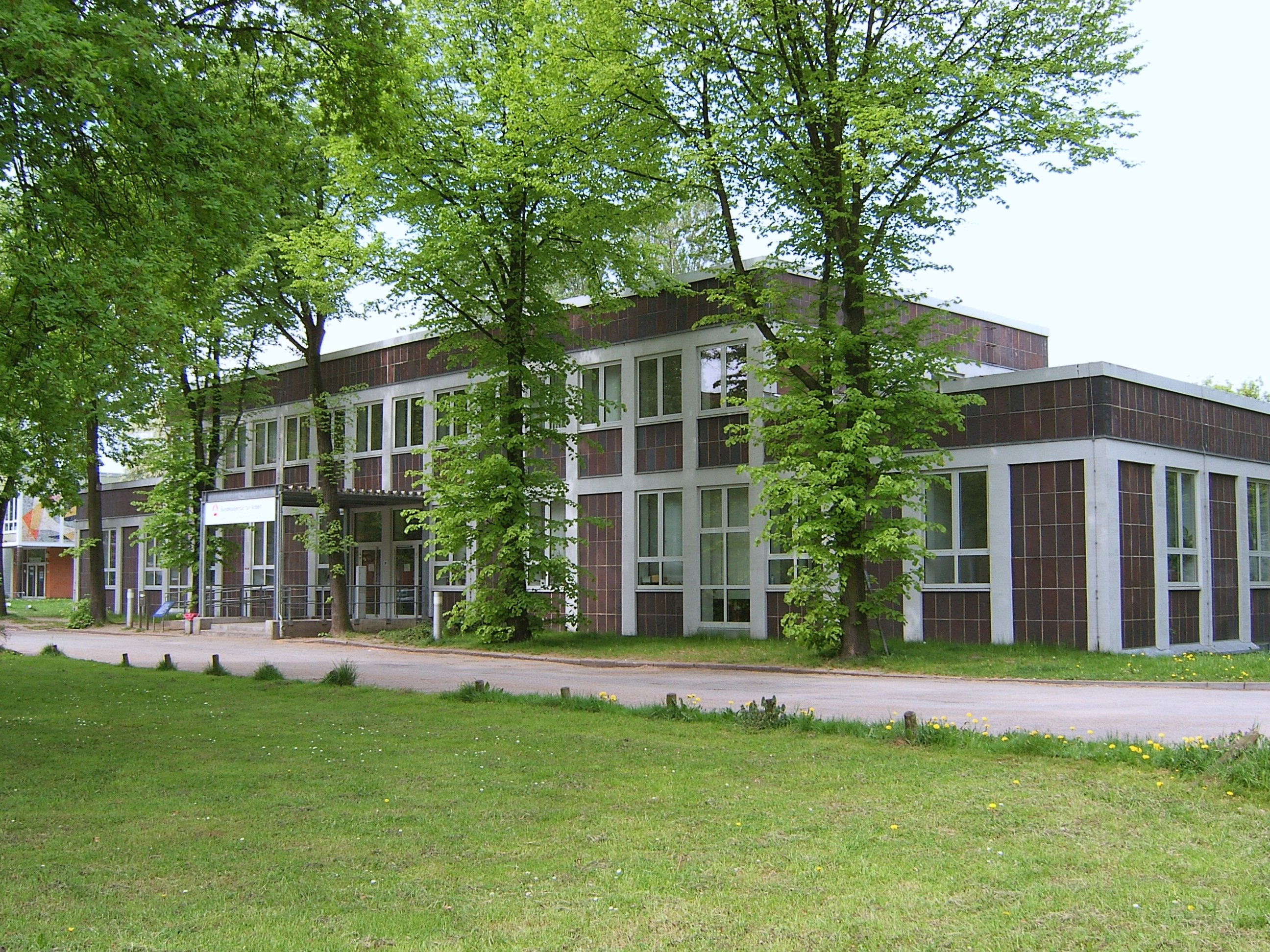
Arbeitnachweis-Gebäude der Stadt Altona, heute Bundesagentur für Arbeit an der Kieler Straße. Der markante Rasterbau mit der tragenden Betonkonstruktion galt als baulicher Ausdruck der angestrebten rationalen Verwaltungsorganisation. Die Funktionalität des Baus sollte insbesondere durch die mittlerweile zugemauerten separaten Eingänge für die verschiedenen Berufsgruppen zum Ausdruck kommen.

Stilistisch folgte Oelsner dabei den Ideen des Neuen Bauens, die heute als prägend für die Architektur der 1920er Jahre gelten. Neue Schulen wurden nach diesen Formprinzipien gestaltet, ebenso wie das neue Arbeitsamt an der Kieler Straße. Als wichtigstes Werk Oelsners galt das 1929 eröffnete Haus der Jugend, das mit der Stadthalle (heute Altonaer Theater) und der Berufsschule zu einem kulturellen Zentrum zusammenwachsen sollte. In den eingemeindeten Elbvororten ließ Brauer die Stadt große Flächen ankaufen oder pachten, auf denen dann ein Grüngürtel aus mehreren öffentlichen Parks angelegt wurde, etwa der Hirschpark und der Jenischpark. Zu den kommunalen Großbauten gehörte auch das Altonaer Stadion am Volkspark, dem Vorläufer des Volksparkstadions. Bei seiner Eröffnung durch Brauer im September 1925 fasste es 40.000 Zuschauer. Gleichzeitig wurde auch der Personalbestand der Stadtverwaltung deutlich ausgebaut.
Kulturpolitisch war Brauer bestrebt, breiten Bevölkerungsschichten den Zugang zu Bildung und Kultur zu ermöglichen, wobei ihn sein Freund und Parteigenosse August Kirch als fachlich zuständiger Senator aktiv unterstützte. Vor diesem Hintergrund waren die Erweiterungen des Stadtarchivs, der Bücherei und der Museen zu verstehen, aber auch die Förderung des Kunst- und Theaterlebens. Die Gründung einer technischen Universität, die Brauer 1928 forderte, kam allerdings nicht zustande.
Die mittleren Jahre der Weimarer Republik (1924–1929) sahen Max Brauer auf einem ersten Höhepunkt seiner Macht. Der ausgeprägte Gestaltungswille des Oberbürgermeisters, der in Altona wie ein „Barockfürst“ und „Volkstribun“ zugleich agierte, fiel auch höheren Orts auf. Zeitweilig wurde er als kommender Innenminister der preußischen Landesregierung und als Oberbürgermeister Berlins gehandelt. All diese städtebaulichen und kommunalpolitischen Maßnahmen finanzierte Brauer durch Steuern, unter anderem durch eine Hauszinssteuer, sowie über Kredite. Der Dawes-Plan von 1924 hatte den ausländischen Kreditmarkt auch für die deutschen Kommunen erschlossen, und die im internationalen Vergleich hohen deutschen Zinssätze führten dazu, dass amerikanische, britische, aber auch schwedische Banken ihr Geld gern nach Deutschland liehen. In der dadurch ausgelösten Hochkonjunktur, den sogenannten Goldenen Zwanziger Jahren von 1924 bis 1929, waren diese Kredite auch gut zu bedienen. Brauer betrieb diese Verschuldungspolitik bewusst. Er betonte, nicht nur die gegenwärtige Generation dürfe zur Finanzierung der städtischen Vorhaben belastet werden, auch die kommende Generation werde von diesen Projekten profitieren und müsse darum in die Finanzierung eingebunden werden.
Mit Beginn der Weltwirtschaftskrise, die sich 1930 bemerkbar machte, war Altona durch diese Finanzpolitik eine der am höchsten verschuldeten Städte in Preußen. Zugleich wurde die Stadtkasse durch die wachsende Arbeitslosigkeit strapaziert, die sich in stark anwachsenden Fürsorgeaufwendungen niederschlug. Diese Friktionen – sinkende Steuereinnahmen aufgrund der nachlassenden Konjunktur, hoher Schuldenstand und ein wachsender Anteil an Fürsorge-Leistungen am Stadthaushalt – bildeten den finanziellen Hintergrund für die einsetzende politische Radikalisierung. Die Stellung des Altonaer Magistrats war davon nicht direkt berührt, da in den Krisenjahren nach 1929 keine entsprechenden lokalen Wahlen stattfanden. KPD und NSDAP stellten die Legitimität der lokalen Politik dennoch massiv in Frage, denn in den Wahlen auf Reichsebene zeigte sich ein erheblicher Zulauf für die radikale Linke sowie ein rasantes Wachstum der extremen Rechten.
Auch in Altona entwickelte sich die politische Auseinandersetzung zunehmend zum Straßenkampf. Dieser erreichte seinen Höhepunkt am 17. Juli 1932 im sogenannten Altonaer Blutsonntag. An diesem Tag wurden während eines Durchmarschs der SA durch die kommunistisch geprägte Altonaer Altstadt zwei SA-Leute von Kommunisten erschossen, woraufhin die sozialdemokratisch geführte Polizei sechzehn Anwohner erschoss, die sie für kommunistische Heckenschützen hielt. Während die KPD diese Straßenschlacht als Bestätigung ihrer Sozialfaschismusthese verstand, ergriff die Reichsregierung unter Franz von Papen die Gelegenheit, um die sozialdemokratisch geführte preußische Minderheitsregierung abzusetzen. Sie rechtfertigte diesen Preußenschlag mit Artikel 48 der Weimarer Reichsverfassung als Maßnahme zur Sicherung der öffentlichen Ordnung. Diese Sicherheit sei vor allem durch die Kommunisten gefährdet gewesen, gegen die die Regierung Braun nicht energisch genug vorgegangen sei. Brauer verwahrte sich nachdrücklich gegen diese Unterstellungen, die in noch schärferer Form von den Nationalsozialisten vorgetragen wurden. Die zunehmenden finanziellen und politischen Bedrängungen zeigten jedoch, dass die von Brauer gewollte, gestaltende Politik der Sozialdemokraten im Bündnis mit kompromissbereiten bürgerlichen Kreisen längst in die Defensive geraten war. Das Heft des Handelns hatten nun vor allem jene Kräfte in der Hand, die die Abschaffung von Demokratie, Republik und Parlamentarismus anstrebten.

## Im Exil

### Flucht bis nach Paris
Wie viele seiner Zeitgenossen hielt Brauer die Machtergreifung der Nationalsozialisten für ein vorübergehendes Phänomen. Dabei geriet er als exponierter sozialdemokratischer Politiker sofort ins Fadenkreuz der Nationalsozialisten. Sie griffen ihn nicht direkt physisch an, versuchten aber seine Existenz zu vernichten, indem sie ihm in einer öffentlichen Kampagne Bestechlichkeit vorwarfen. Der Intendant des Altonaer Schiller-Theaters, Max Ellen, habe ihm Geld und Geschenke zukommen lassen, im Gegenzug seien städtische Subventionen geflossen. Es gelang Brauer in einem Gerichtsverfahren am 3. März 1933 diese Vorwürfe zu entkräften. Zugleich erzwang er den Abdruck von Gegendarstellungen. Dennoch spürte Brauer, dass der versuchte Rufmord nur der Auftakt für weitere Attacken gegen ihn sein würde. Daher ließ er sich am Folgetag sein März-Gehalt auszahlen, nachdem er noch am 3. März den schleswig-holsteinischen Regierungspräsidenten um seine vorläufige Beurlaubung gebeten hatte. Am 5. März 1933, dem Tag der Reichstagswahl, wurde Brauers Wohnung von der Polizei durchsucht – Brauer war gerade wählen gegangen. Er begab sich daraufhin sofort nach Bayern, während seine Familie nach Oberhof in Thüringen flüchtete. Am 6. März wurde Brauers Dienstwohnung von SA-Truppen besetzt; in der Nacht vom 10. auf den 11. März besetzte die Altonaer SS unter Paul Moder das Rathaus der Stadt, der Nationalsozialist Emil Brix wurde als neuer Oberbürgermeister von Altona eingesetzt. Brauer reiste nach Oberhof weiter, weil ihm seine Sicherheit in Bayern entgegen seinen anfänglichen Hoffnungen nicht gewährleistet schien. Ende März fuhr Brauer noch einmal nach Norddeutschland, weil er glaubte, sich vor Ort mit den gegen ihn erhobenen Vorwürfen auseinandersetzen zu können. Sein Schwager Eduard Pehmöller sowie sein Freund und Rechtsanwalt Rudolf Katz rieten ihm bei seiner Ankunft in Hamburg jedoch dringend davon ab. Am 24. März 1933 nahm er daher zusammen mit seinem Schwager den Nachtzug nach München und eilte von dort weiter nach Freilassing. Hier überschritten beide als Tagesausflügler getarnt die Grenze nach Österreich. Brauer nutzte dabei den Pass von Henry Everling, einem in Hamburg führenden Genossenschaftler, den er seit Langem kannte und der für die Flucht Brauers seine genossenschaftlichen Kontakte nach Bayern spielen ließ. Zunächst fand Brauer bei Josef Witternigg Unterschlupf, einem Salzburger Gemeinderats- und Nationalratsmitglied. Wenige Tage später gewährte ihm der führende österreichische Sozialdemokrat Karl Renner in Gloggnitz bei Wien Asyl. Sicher war er hier aber ebenfalls nicht. Deutsche SA-Leute, die sich ungehindert in Österreich bewegen konnten, drangen in die Wohnung ein, Brauer gelang es nur knapp, ihnen zu entkommen. Seit dem 13. April 1933 wurde Brauer in Deutschland steckbrieflich gesucht, der Vorwurf lautete auf „Amtsvergehen“. Der Verfolgungsdruck erhöhte sich, denn seine Fluchthelfer waren enttarnt und verhaftet worden, viele Wohnungen seines Verwandtenkreises wurden polizeilich durchsucht. Angesichts dieser Umstände setzte Brauer seine Flucht über die Schweiz ins elsässische Altkirch fort, wo er am 13. April 1933 seine Familie wieder traf. Mit Hilfe französischer Bekannter, unter anderem des elsässischen Sozialisten Salomon Grumbach, gelangte die Familie schließlich nach Paris. Die französische Hauptstadt wurde zum ersten Wohnort im Exil.

### Verwaltungsfachmann in China
Bereits im Sommer 1933 tat sich für den Flüchtling eine überraschende Perspektive auf. Grumbach vermittelte Kontakte zum Völkerbund. Dort suchte man für die chinesische Regierung Experten, die beim Aufbau einer effizienten, an westlichen Vorbildern orientierten Verwaltung beraten sollten. Max Brauer, dem als Einsatzgebiet die nördlich von Shanghai gelegene Provinz Kiangsu zugedacht war, traute sich diese Aufgabe zu und schiffte sich im Spätsommer 1933 nach Fernost ein. Weitere exilierte Deutsche begleiteten ihn: sein Freund Rudolf Katz und dessen Ehefrau sowie der frühere preußische Finanzminister Otto Klepper. Auch der Journalist Kurt Bloch, der als Assistent bei der preußischen Zentralgenossenschaftskasse tätig gewesen war, gehörte zur Expertengruppe, die Shanghai im Oktober 1933 erreichte. Ein weiterer Fachmann stieß im Dezember 1933 dazu: Horst W. Baerensprung, bis zum Preußenschlag Polizeipräsident von Magdeburg. Brauers Familie ging derweil nach Genf, wo die Kinder ihre Schulausbildung abschließen sollten.
Brauer betrachtete den China-Aufenthalt als Gelegenheit zum Lernen. Die Erkenntnisse, die er dabei zu gewinnen hoffte, wollte er in die Gestaltung eines postnationalsozialistischen Deutschlands einbringen. Er blieb optimistisch, dass eine innere Umwälzung, getragen von der Arbeiterschaft, das Ende des NS-Staates herbeiführen würde, wenngleich er aufgrund der unsicheren Informationen, die er zumeist verspätet und obendrein nur aus zweiter oder dritter Hand erhielt, schwankte, wann diese Umwälzung zu erwarten sei.
Die Eingewöhnung in China fiel Brauer offenbar schwerer als erwartet, denn er war gleich doppelt isoliert. Das Ehepaar Katz blieb in Shanghai, Brauer dagegen hatte sich in Nanking anzusiedeln, dem Sitz der nationalchinesischen Regierung unter Chiang Kai-shek. Dort gab es zwar eine deutsche Gemeinde aus Diplomaten, Experten und Geschäftsleuten, die aber Abstand zu Exilanten und Flüchtlingen wahrte. Brauer war es beispielsweise nicht möglich, Kontakt zu Hans von Seeckt aufzunehmen, der als Leiter einer Wehrmachtsdelegation in Nanking weilte. Die Umstände der Eingewöhnung beschrieb Brauer in einem Brief an einen Schweizer Bekannten:

„Nun muß hier jeder Zureisende zunächst eine kleine Krise durchmachen. Die Trennung von Familie und Heimat, das völlig Neue der Umwelt wirken zunächst unerhört entmutigend. […] Ich habe mir eingebildet, vom Leben der Völker und der Wirtschaft schon so manches zu verstehen, und nicht daran gedacht, daß hier ein Viertel der Menschheit in einem Lande, so groß wie Europa, lebt, das uns in Europa eigentlich völlig unbekannt ist. Es werden für mich rechte Lehrjahre werden.“

Brauer wurde nicht wie anfänglich gedacht in Kiangsu aktiv. Stattdessen unternahm er mit weiteren Völkerbund-Experten ab November 1933 eine Erkundungsreise durch die südöstliche Provinz Kiangsi, die schon überwiegend unter Kontrolle der Truppen von Mao Tse-tung stand. Diese Reise lieferte Brauer und den anderen Experten die Informationen für ihre Denkschrift, in der sie eine Landreform vorschlugen. Das tradierte Pachtsystem sollte von genossenschaftlichen Organisationsformen abgelöst werden, die produzierenden Bauern seien an der Verwaltung zu beteiligen. Außerdem sprachen sich die Verfasser für die Errichtung von Landwirtschaftsschulen und Gesundheitszentren aus. Letztlich blieben diese Vorschläge nur Papier. Bereits im Januar 1934 zeichnete sich ab, dass die Mission in China eine Episode bleiben würde. Die deutschen Behörden, deren Verbindungsstellen beim Völkerbund bei der Anstellung der Emigranten gezielt umgangen worden waren, intervenierten. Auf zunächst hinhaltende Reaktionen der chinesischen Seite reagierte insbesondere das Auswärtige Amt mit verstärktem Druck. Schließlich schaltete sich sogar Außenminister Konstantin Freiherr von Neurath persönlich ein und drohte, sich anbahnende deutsch-chinesische Rüstungs- und Handelsverträge platzen zu lassen, falls die Beraterverträge mit den Exilierten verlängert werden würden. Im Herbst 1934 gab die chinesische Regierung nach, die Kontrakte mit den aus nationalsozialistischer Sicht unerwünschten Fachleuten wurden nicht verlängert.

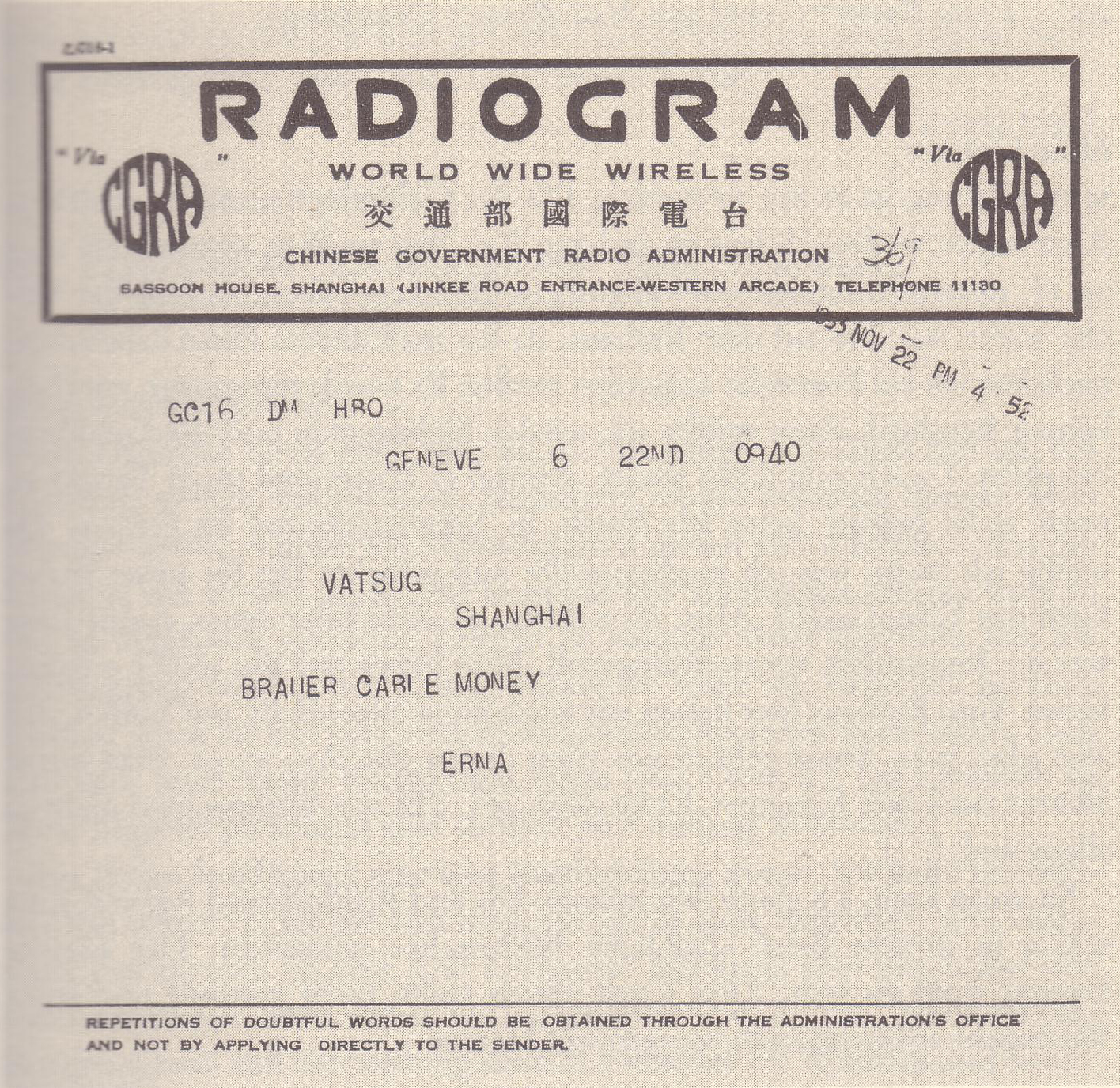
Erna Brauer bat ihren Mann telegrafisch um Geld, die Finanzmittel der Familie waren durch Reisen von Genf nach Zürich strapaziert, dort mussten Pass-Angelegenheiten geklärt werden.

Während seines China-Aufenthalts, der mit weiteren Reisen in die Umgegend von Peking sowie in die Provinzen Tientsin und Shensi angefüllt war, erhielt Brauer brieflich Nachrichten von seiner Familie, die in zunehmende Bedrängnis geraten war. Seiner Frau drohte die Ausweisung aus der Schweiz, weil ihr Pass abgelaufen war. Sie musste schließlich mit ihrer Tochter zusammen zurück nach Paris. Nur dem Sohn wurde gestattet, bis zu seinem Abitur auf der internationalen Schule in Genf bleiben zu können.
Brauer selbst trat am 29. September 1934 die Rückreise an, die ihn zunächst in die Vereinigten Staaten führte. Schon von China aus hatte er alte Kontakte in die USA aufgefrischt, um hier eine Beschäftigung zu finden. So schrieb er an einen seiner Onkel, der in Indiana lebte, sowie an Kurt Meyer-Radon, einen früheren Altonaer Baudezernenten, der mittlerweile in Los Angeles wirkte. Die größte Hoffnung setzte Brauer auf seine Bekanntschaft mit Leopold Lichtwitz, der früher das städtische Krankenhaus in Altona geleitet hatte und mittlerweile in einem New Yorker Hospital Führungsaufgaben versah. Über Lichtwitz versuchte Brauer eine Anstellung bei der Rockefeller-Stiftung zu erlangen, vorzugsweise in Lateinamerika. Diese Hoffnung zerschlug sich, aber Lichtwitz sicherte ihm zu, sich weiter für ihn zu verwenden.
Am Tage seines Eintreffens in New York, am 3. November 1934, erhielt Brauer die Nachricht von seiner Ausbürgerung aus Deutschland. Die Nationalsozialisten begründeten diese Maßnahme damit, dass er sich trotz laufender Ermittlungen gegen ihn ins Ausland abgesetzt und Rückkehraufforderungen nicht Folge geleistet habe.

### Wieder in Frankreich
Der nunmehr Staatenlose siedelte sich in Paris an, wo er das Jahr 1935 verbrachte, das schwerste in Brauers Exil. Vielfältige Bemühungen, in Frankreich, Belgien, Großbritannien oder Schweden Arbeit zu finden, scheiterten. Seine Einkünfte aus der Völkerbundmission waren weitgehend aufgezehrt. Auch die Kontaktaufnahme zum sozialdemokratischen Exilvorstand in Prag führte nicht zu einer neuen Stelle, sondern nur zu einem Scheck der Sopade über 1.000 Francs, vom Parteivorsitzenden Otto Wels persönlich veranlasst.
In diese Zeit fällt Brauers vorübergehende Annäherung an die Kommunisten. Diese hatten seit dem VII. Weltkongress der Kommunistischen Internationale ihre Haltung gegenüber der Sozialdemokratie revidiert. Statt der Bekämpfung der Sozialdemokraten als vermeintliche Sozialfaschisten stand jetzt eine Verbrüderung in einer Volksfront von unten auf dem Programm. Wie viele andere Exilierte hoffte Brauer auf einen geeinten Widerstand gegen den Nationalsozialismus. Nachrichten über das kommunistische Vorgehen im Spanischen Bürgerkrieg ließen ihn davon aber wieder Abstand nehmen. Wie in den Jahren zuvor glaubte er nicht daran, dass Kommunisten dauerhafte demokratische Bündnisse schmieden könnten.
Der Tiefpunkt des bedrückenden Jahres 1935 war zu Weihnachten erreicht. Die französische Polizei verhaftete Brauer am 25. Dezember auf Ersuchen der deutschen Behörden, die Brauer immer noch der Korruption bezichtigten. Dem Einsatz französischer Sozialisten war es zu danken, dass Brauer nicht als gewöhnlicher, sondern als politischer Gefangener betrachtet wurde. Dennoch saß er bis zum Jahresende in Auslieferungshaft, was seinen Optimismus schwer erschütterte. Die Gerichtsverhandlung am 31. Dezember 1935, bei der ihn der Asylrechtsexperte Jean Longuet, ein Enkel von Karl Marx, anwaltlich vertrat, brachte ihm eine zweimonatige Haftverschonung ein. Brauer entschloss sich daraufhin, eine Zufluchtsstätte jenseits des Atlantiks zu suchen.

### Zehn Jahre USA
Mitte März 1936 unternahm Brauer auf Einladung des American Jewish Congress eine Vortragsreise durch die USA und hielt in New York auf einem Bankett dieser Vereinigung eine Rede, in der er den Antisemitismus als eine tragende Säule der NS-Ideologie analysierte. Er tat dies eindringlicher, als das durch Sozialdemokraten damals gewöhnlich der Fall war. Brauer war geprägt durch seine Freundschaft mit dem langjährigen Altonaer und späteren Hamburger Oberrabbiner Joseph Carlebach. Zudem forderte er, der Kampf der Juden in Deutschland gegen ihre zunehmende Entrechtung müsse international unterstützt werden, am besten durch einen jüdischen Weltkongress. In Deutschland sah Brauer das Potenzial für einen Widerstandsbogen gegen Hitler, der von der Arbeiterschaft über den Katholizismus bis hin zum Protestantismus reiche. Zionistische Aufrufe zur Auswanderung nach Palästina trug er nicht mit.
Brauer hielt diesen Vortrag in leicht veränderter Form mehrfach an der amerikanischen Ostküste, bevor er noch einmal kurz nach Frankreich zurückkehrte. Im Herbst 1936 brach er zu einer zweiten Vortragstournee in die USA auf, diesmal auf Einladung des Federal Council of Churches of Christ in America, des amerikanischen Kirchenbundes. Im Herbst 1937 siedelte er dann zusammen mit seinem Sohn endgültig in die USA über, Frau und Tochter folgten 1938. Die Familie lebte in New York. Brauer betrachtete seinen Aufenthalt gleichwohl nur als eine vorübergehende Notlösung, erst 1943 nahm er die amerikanische Staatsbürgerschaft an.
Brauer entfaltete eine rege Vortragstätigkeit, die ihn in seinem neuen Umfeld zu einem der prominenteren Gegner des Dritten Reiches machte. Zwischenzeitlich wurde sogar überlegt, ihn gemeinsam mit Heinrich Brüning und Arnold Brecht in eine deutsche Exilregierung zu berufen. Brauers Agitation blieb auch den Nationalsozialisten nicht verborgen: Wenn er Reden hielt, waren immer wieder deutsche Spitzel im Publikum.

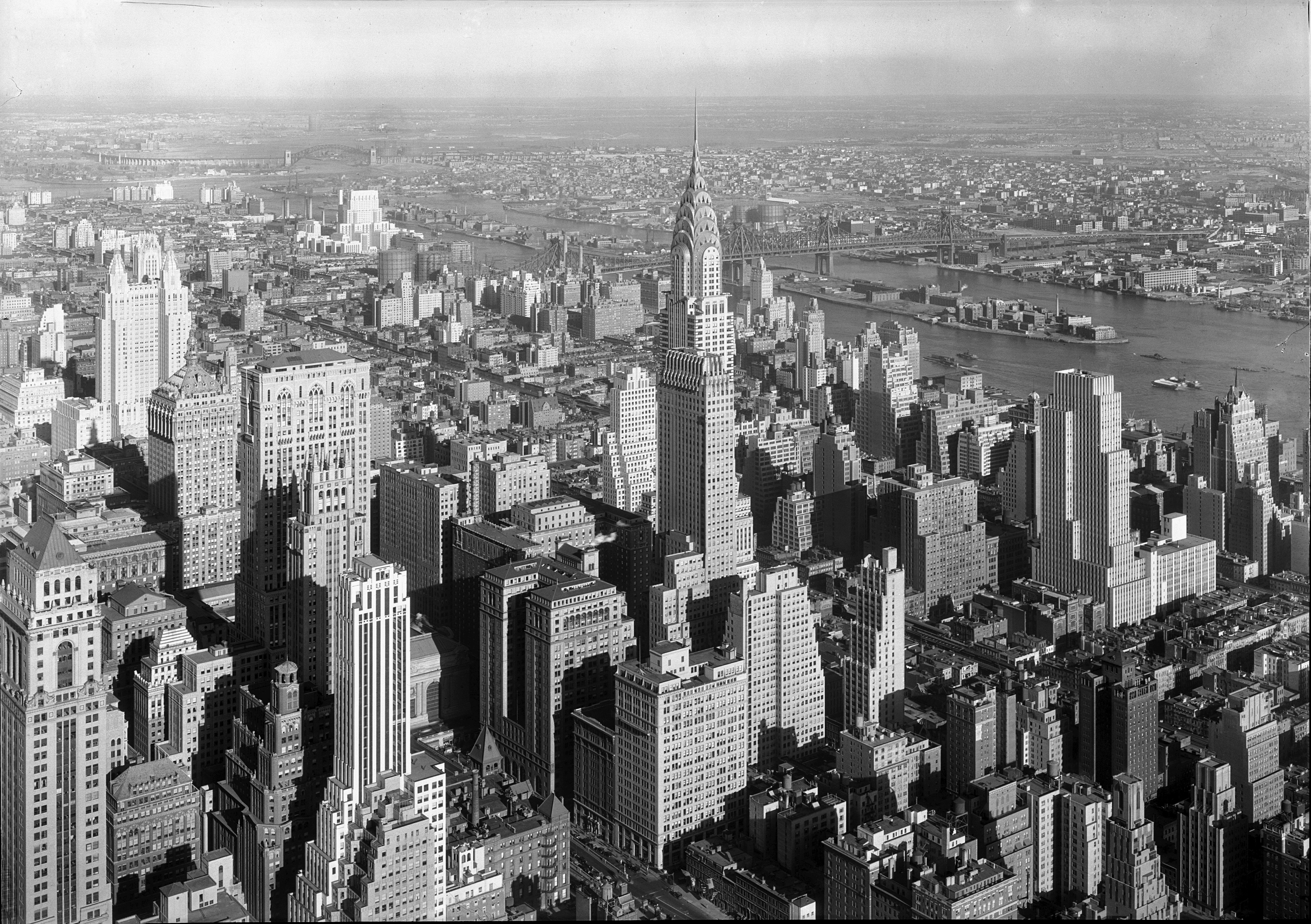
New York City, hier eine Aufnahme von Manhattan aus dem Jahr 1932 mit dem Chrysler Building im Zentrum, wurde für Max Brauer und seine Familie zur Zufluchtsstätte jenseits des Atlantiks.

In der Metropole am Hudson River waren die Gelegenheiten zum Anschluss an deutschsprachige Einwanderer- und Exilantengruppen wesentlich zahlreicher, als es in Nanking der Fall gewesen war. Die neu gegründete New School for Social Research, an der einige mit Brauer befreundete Sozialdemokraten wie Eduard Heimann, Hans Simons oder Hans Staudinger lehrten, gehörte dazu, ebenso wie die Rand School of Social Science, die als Abendschule konzipiert war und von Sozialdemokraten gefördert wurde. Von der American Socialist Party spaltete sich 1936 die Social Democratic Federation ab. Ihr gehörten bald mehrere Tausend deutschsprachige Mitglieder an. Am 10. März 1939 gründeten einige Personen aus diesem Umkreis die German Labour Delegation (GLD), deren Vorsitz der ehemalige preußische Innenminister Albert Grzesinski übernahm. Brauer trat wie sein Altonaer Freund und Anwalt Katz dieser Gruppe bei, Anfang 1943 übernahm er den Vorsitz. Diese Organisation war zwar zahlenmäßig klein, verfügte aber zur Publikation ihrer Ansichten über ein deutschsprachiges Presseorgan mit hoher Reichweite – die Neue Volkszeitung. Vielfältige Verbindungen kamen ihr ebenfalls zugute. Sie erwarb sich den Status eines Sonderausschusses der einflussreichen konservativen Gewerkschaft American Federation of Labor (AFL). Ihrem Beirat gehörten überdies Politiker mit engen Beziehungen zum US-Außenministerium an. Das Jewish Labor Committee unterstützte die GLD mit Geldspenden, und der mittlerweile in London residierende Sopade-Vorstand wandte sich häufig an die GLD, die sich selbst – obwohl kaum größer als eine Studiengruppe – als offizielle Repräsentanz der deutschen Sozialdemokratie in den USA verstand. Mit den Spenden, die die GLD in den Vereinigten Staaten akquirierte, konnten 1940/41 in Südfrankreich Hunderte von Menschen vor dem Zugriff der Nationalsozialisten gerettet werden, denn diese Mittel finanzierten ihre Visa und Schiffspassagen in die USA.
Die GLD lieferte sich indessen zum Teil heftige Auseinandersetzungen mit anderen Exilorganisationen aus dem Milieu der Arbeiterbewegung. Die Gruppe Neu Beginnen und die Sozialistische Arbeiterpartei Deutschlands forderten dazu auf, Lehren aus der Niederlage der gespaltenen Arbeiterbewegungen gegen den Nationalsozialismus zu ziehen – die Spaltung der Arbeiterbewegung müsse überwunden werden. Zudem warnten sie vor dem Glauben, die Arbeiterschaft in Deutschland sei resistent gegen die Einflüsterungen des Nationalsozialismus. Die GLD dagegen hielt an der Vorstellung fest, ein Umbruch in Deutschland werde von der Arbeiterschaft ausgehen, die nur auf eine Gelegenheit zur Beseitigung der nationalsozialistischen Herrschaft warte. Außerdem hielt die GLD genauso wie Brauer an strikter Gegnerschaft zu kommunistischen Organisationen fest. Auch Vereinigungen, in denen Kommunisten mitarbeiteten, fielen unter diesen Bann. Die GLD beharrte auf ihrem antitotalitären Standpunkt auch in der zweiten Hälfte des Zweiten Weltkriegs, als die USA und die Sowjetunion Eckpfeiler der Anti-Hitler-Koalition waren und sich auch im amerikanischen Exil Organisationen wie der Council for a Democratic Germany als parteiübergreifende antinationalsozialistische Gruppierungen bildeten. Durch ihre strikte Weigerung, in irgendeiner Weise mit Kommunisten zu paktieren, isolierte sich die GLD zusehends. Insbesondere Brauer wandte sich zudem anfänglich mit Nachdruck gegen die aufkommenden Pläne einer internationalen Kontrolle und Besetzung Nachkriegsdeutschlands. Stattdessen forderte er gemeinsam mit seinen Freunden in der GLD die volle Souveränität und territoriale Unversehrtheit seines Vaterlandes. Erst als die Kontroll- und Besatzungspläne unabweisbar wurden, schwenkte die GLD um. Sie akzeptierte diese Pläne in der Hoffnung, die sich abzeichnende Okkupation werde für eine umfassende Demokratisierung der deutschen Gesellschaft genutzt. Am besten geeignet erschien ihr vor diesem Hintergrund eine Besetzung Deutschlands durch amerikanische Truppen.

## Politik in Hamburg

### Rückkehr nach Deutschland
Nach Kriegsende drängte es Max Brauer zurück nach Hamburg, zu dem seit 1937 mit dem Groß-Hamburg-Gesetz auch Altona zählte. Er wollte am Wiederaufbau seiner Heimat mitwirken und suchte dabei eine von den Besatzungsmächten unabhängige Rolle. Ein erstes Rückkehrangebot des britischen Außenministeriums lehnte er ab, weil er fürchtete, britischen Direktiven folgen zu müssen. Nach längeren Verhandlungen mit der AFL erhielt Brauer zusammen mit Katz den Auftrag, nach Hamburg zu reisen, um die Möglichkeiten eines Wiederaufbaus von Gewerkschaften zu erkunden. Im Juli 1946 kamen die beiden in Hamburg an, das seit den Luftangriffen vom Sommer 1943 weitgehend einer Trümmerlandschaft glich. Brauer notierte:

„Da standen wir beide nach langen Jahren der Emigration vor unserer Vaterstadt und sahen das erschütternde Bild unüberschaubarer Ruinen.“

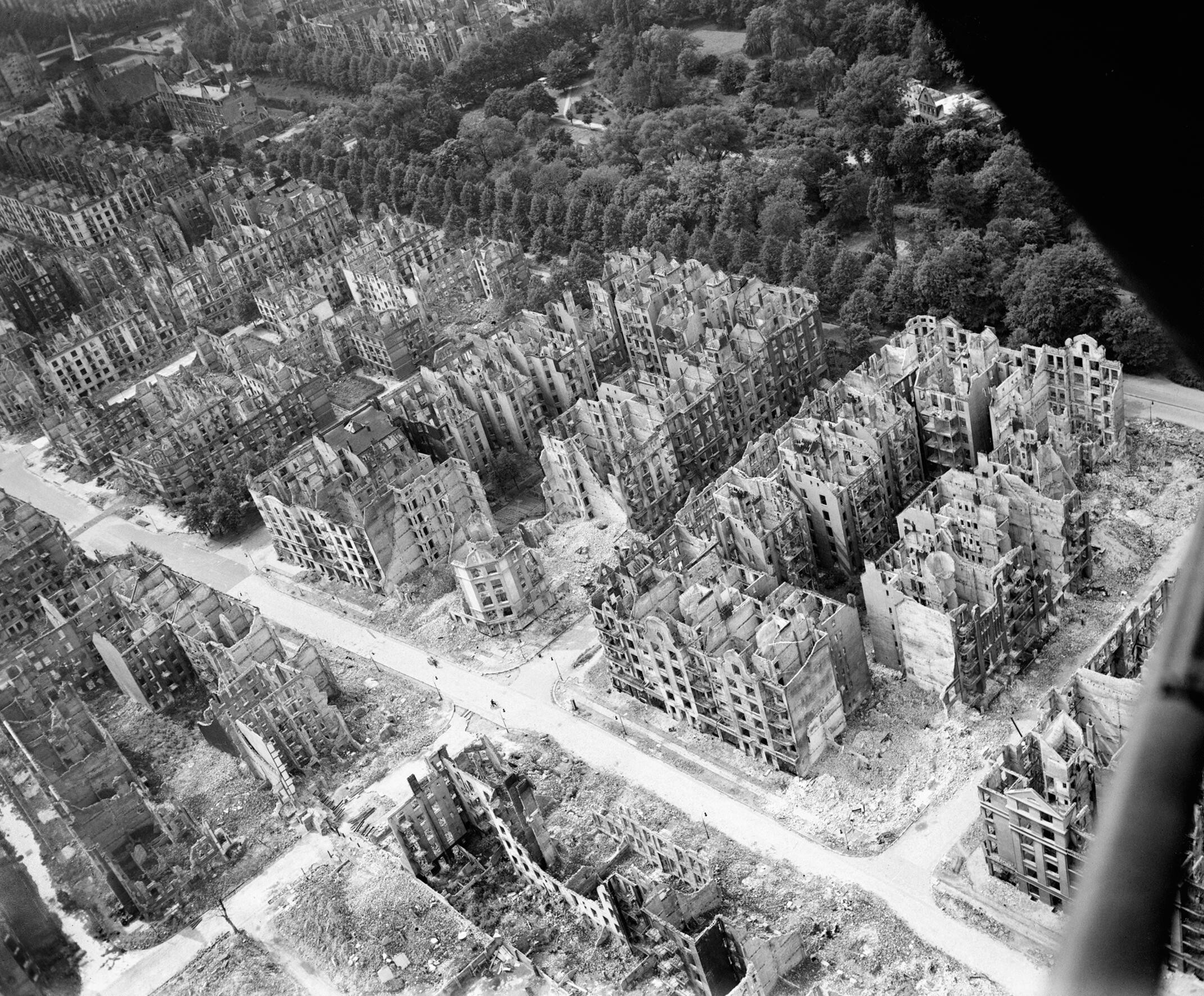
Ausgebrannte Gebäude in Hamburg, hier eine Luftaufnahme von 1944 oder 1945.

Die Hamburger Sozialdemokraten unter Führung von Karl Meitmann erwarteten Brauer bereits. Sie wünschten sich von ihm, er möge in die Politik zurückkehren und der SPD als Spitzenkandidat für die Wahlen zur Bürgerschaft dienen, die für den Herbst des Jahres angesetzt waren. Am 14. Juli 1946 trat Brauer auf dem Landesparteitag der Hamburger SPD erstmals öffentlich in Erscheinung. Seine Rede, in der er wie 1924 seine proletarischen und Altonaer Wurzeln betonte, wurde mit großem Applaus bedacht, obwohl er seinen Entschluss, sich wieder kommunalpolitisch zu engagieren, noch nicht bekannt gemacht hatte. Erst am 3. August 1946 bekannte er sich aber zu diesem Vorhaben anlässlich eines Vortrags, den er im Gästehaus des Senats unter dem ironischen Titel „Meine Weltreise“ hielt. Gut eine Woche später, am 11. August, trat Brauer in Planten un Blomen als Hoffnungsträger bei der SPD-Auftaktkundgebung zum Bürgerschaftswahlkampf auf. Rund 80.000 Zuhörer bejubelten hier seine Rückkehr und seine politischen Ambitionen, denn seine Rede strahlte Mut, Kraft, Hoffnung und Selbstvertrauen aus. In einem Artikel Brauers vom 12. Oktober im Hamburger Echo blickte der amerikanische Staatsbürger ebenfalls zuversichtlich nach vorn. Er setzte auf die Vorbildfunktion der Städte beim Wiederaufbau der Demokratie in Deutschland:

„Ich hoffe, daß die deutschen Städte, diese alten Stätten der Selbstverwaltung, diese Stätten wirklich demokratischen Lebens, den Anstoß geben, von dem aus ein demokratisches Deutschland gestaltet werden kann, ein Deutschland, das seinem Volke wieder Licht, Luft und Freiheit gibt. Die deutsche Selbstverwaltung ist älter als die englische, die erst 1830 zur Geltung kam, und weit früher entwickelt als die französische und italienische. Hier liegen die Wurzeln starker deutscher Kraft.“

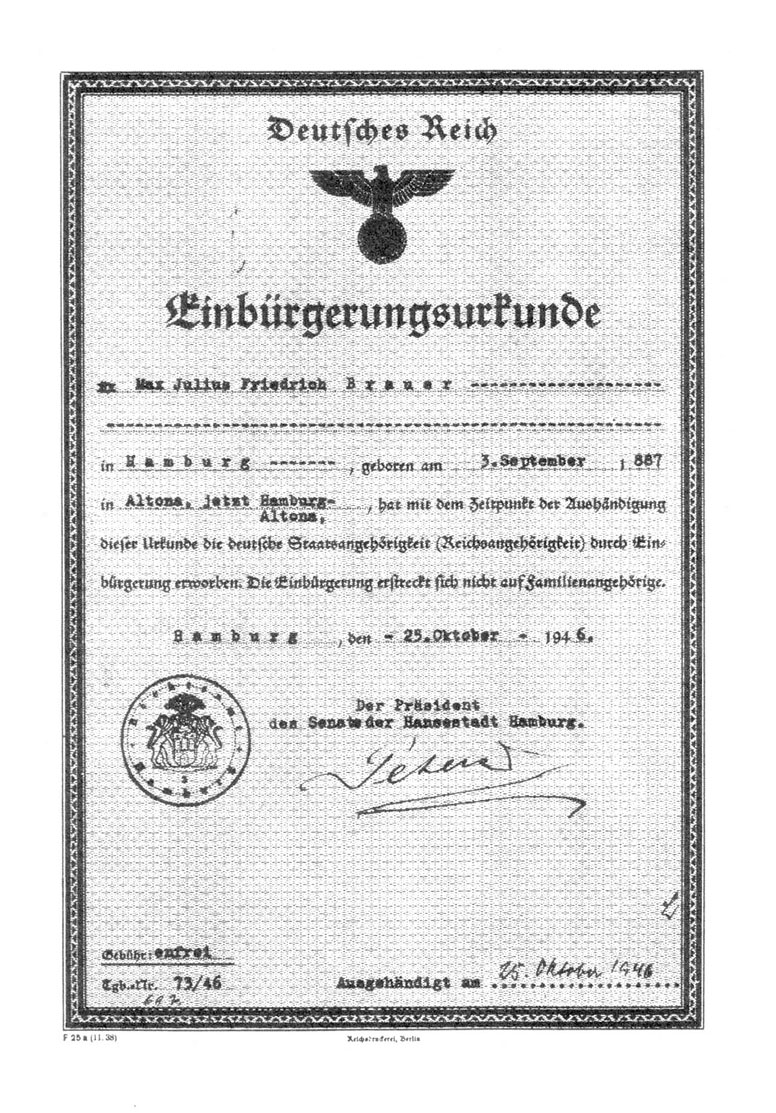
Einbürgerungsurkunde von Max Brauer. Ausgestellt wurde sie von Rudolf Petersen, dem Vorgänger Brauers im Amt des Ersten Bürgermeisters. Weil neue Urkunden noch nicht gedruckt waren, griff man auf Bestände aus dem Dritten Reich zurück. Das Hakenkreuz wurde mit Tinte überdeckt.

Die Bürgerschaftswahl vom 13. Oktober 1946 brachte bei einer Wahlbeteiligung von 79 Prozent eine überragende Mandatsmehrheit für die SPD (83 von 110 Sitzen). Sie resultierte nicht unwesentlich aus dem Mehrheitswahlrecht nach britischem Muster, was Brauer mit einiger Beklommenheit konstatierte: „Unser Sieg war zu groß! Der Wahlmodus verhindert die Entfaltung einer arbeitsfähigen Opposition, die nicht zu entbehren ist.“ Die SPD verfehlte zugleich die von ihr erstrebte absolute Stimmenmehrheit und kam auf 43 Prozent. Die Mandatsverteilung hätte eine SPD-Alleinregierung möglich gemacht, doch scheute die Partei wie schon in der Weimarer Republik die alleinige Verantwortung und bildete zusammen mit der Freien Demokratischen Partei (FDP) sowie der KPD den Senat. Damit Brauer dem neuen Senat vorstehen konnte, gab er seine amerikanische Staatsbürgerschaft auf. Sein Amtsvorgänger Rudolf Petersen unterschrieb persönlich seine Einbürgerungsurkunde. Die erste nach dem Krieg frei gewählte Bürgerschaft wählte Brauer am 15. November 1946 in den Senat. Der Senat wählte Brauer zum Präsidenten und Ersten Bürgermeister, und am 22. November 1946 trat die Bürgerschaft erneut zusammen, um den Senat (Senat Brauer I) zu vereidigen.

### Erster Bürgermeister von 1946 bis 1953
Brauer, vor 1933 ein Verfechter der Eigenständigkeit Altonas, tastete die von den Nationalsozialisten mit dem Groß-Hamburg-Gesetz vollzogene Ausdehnung Hamburgs nicht an. „Weg-von-Hamburg-Bewegungen“ in Wandsbek, Altona und Harburg-Wilhelmsburg hatten zeitweilig großen Einfluss in den lokalen Gliederungen der SPD und reichten bis in die Fraktion. Insbesondere in Harburg waren diese Tendenzen deutlich, wenngleich sich der frühere sozialdemokratische Oberbürgermeister Walter Dudek, seit Mitte Februar 1946 Hamburger Finanzsenator, dagegen wandte. Brauer stellte sich von Anfang an strikt gegen diese Dezentralisierungsbewegungen und setzte sich damit gegenüber ranghohen SPD-Politikern und gegen Vorstellungen der britischen Militärverwaltung durch. Er schuf damit Fakten, die weder die SPD-Fraktion noch eine Ende 1946 eingesetzte Senatskommission für Dezentralisierungsfragen hätten übergehen können, ohne ihren Bürgermeister politisch zu beschädigen. Eine Verringerung der zentralistischen Machtstellung des Senats oder gar ein Zurückgehen hinter den 1937 geschaffenen territorialen Zuschnitt Hamburgs betrachtete er als „das Schlimmste, was geschehen könne“.
Der Beginn der Regierungstätigkeit des Brauer-Senats stand ganz im Zeichen der sozialen Not, die den Alltag in der zerbombten Millionenstadt prägte. Die Arbeit konzentrierte sich dabei auf die Hauptquellen des Elends: Hunger, Mangelkrankheiten, Wohnungsnot sowie Kälte und Brennstoffmangel. Insbesondere Brauers persönlicher Einsatz im Kampf um Brennstoffe, allen voran um Kohle, begründete seinen Ruf als Retter der Stadt. Im Katastrophenwinter 1946/47 mit seinen eisigen Temperaturen bis Minus 20 Grad starben in Hamburg Hunderte von Menschen. Die Versorgung Hamburgs mit dringend benötigter Kohle war fast zum Erliegen gekommen, denn der Bergbau im Ruhrgebiet stand beinahe still, das Eisenbahnnetz litt unter Vereisungen, und viele Lokomotiven waren defekt. Brauer appellierte mehrfach eindringlich an die Besatzungsbehörden, Abhilfe zu schaffen. Schließlich fuhren die Bergleute des Reviers Sonderschichten, und die Kohlezüge erreichten Hamburg im letzten Moment – die Kraftwerkspumpen der Hamburgischen Electricitäts-Werke (HEW) drohten bereits zu vereisen, nachdem auf Befehl Brauers die letzten Brennstoffreserven fast verfeuert waren. Dies hätte den totalen Zusammenbruch der Energieversorgung in der Stadt zur Folge gehabt. Hamburg bedankte sich bei den Bergarbeitern des Reviers, indem es in Recklinghausen die Ruhrfestspiele initiierte. Brauers gute Kontakte in die Theaterwelt erwiesen sich auf diese ungewöhnliche Weise als fruchtbar.
Seit Frühjahr 1947 wurde in Hamburg intensiv über die Frage der Sozialisierung diskutiert. Innerhalb der SPD machte sich insbesondere der linke Flügel für entsprechende Maßnahmen stark. Zugleich beauftragten die Besatzungsbehörden und der Senat eine Kommission unter dem späteren Wirtschaftssenator Karl Schiller mit der Anfertigung eines entsprechenden Gutachtens. Es schlug für die Eisen-, Stahl- und Metallindustrie, die chemische Industrie, die Werften, für Rüstungsbetriebe und Betriebe der Energiewirtschaft die Umwandlung in Gemeineigentum vor. Dies habe auf gesetzlicher Basis zu geschehen, die vormaligen Eigentümer seien angemessen zu entschädigen. Die Gutachter stellten vor dieses Ziel jedoch eine Reihe hoher Hürden auf. Zunächst müsse die Politik der Demontagen beendet werden. Auch die Behinderung der deutschen Seeschifffahrt sei abzuschaffen. Darüber hinaus müsse die Rohstoff- und Lebensmittelerzeugung deutlich gesteigert werden. Der erhebliche Export von Brennstoffen sei zudem hinderlich für Sozialisierungsvorhaben. Notwendig seien überdies ein einheitliches gesamtdeutsches Wirtschaftsgebiet sowie eine abgestimmte Wirtschafts- und Sozialisierungspolitik in der Bizone. Während dieses Gutachten innerhalb der SPD kaum auf Gegenliebe stieß, kam es der Haltung Brauers entgegen. Seiner Meinung nach waren wichtigere Probleme zu lösen, als sich in einem wirtschaftspolitischen Theorienstreit zu verzetteln. Von umfassenden Sozialisierungsplänen blieb am Ende nicht viel. Allein die Hochbahn und die HEW wurden in städtisches Eigentum überführt.
Nach der Währungsreform kurbelte der Senat schrittweise den sozialen Wohnungsbau an, der die Wohnungsnot lindern sollte. Diese Bemühungen konnten den Wohnraummangel allerdings nur begrenzt beheben, denn die Hamburger Bevölkerung wuchs – bedingt durch Zuwanderer – deutlich. Als Generalbevollmächtigten für den Wiederaufbau holte Brauer 1949 seinen alten Mitstreiter aus Altonaer Tagen, Gustav Oelsner, aus dem türkischen Exil zurück. Ein weiterer prominenter Remigrant, der aus New York Brauers Einladung folgte, war Herbert Weichmann: Er wurde Präsident des Landesrechnungshofes.
Brauer band beim Wiederaufbau auch die vom Nationalsozialismus „Vergewaltigten, Missbrauchten und Überredeten, die ehrlich bereit sind umzulernen und einen neuen Anfang zu machen“, mit ein. Er ließ sich beim Wunsch, möglichst weite Kreise in den demokratischen Wiederaufbau zu integrieren, gelegentlich blenden und drängte auf eine flexible Handhabung der Entnazifizierung.
Zum Skandal wuchs sich Ende 1947 die Veröffentlichung eines Buches von Kurt Detlev Möller aus, Archivrat im Staatsarchiv. Bereits die Ernannte Bürgerschaft hatte den Senat beauftragt, eine Dokumentation über die letzten Kriegsjahre und die kampflose Übergabe Hamburgs erstellen zu lassen. Der Historiker Percy Ernst Schramm und Senatssyndikus Kurt Sieveking hatten Möllers Manuskript abgesegnet, von der Militärregierung und vom Bürgerschaftspräsidenten Adolph Schönfelder kamen ebenfalls keine Einwände. Auch Brauer hatte das Manuskript gelesen und lobte daraufhin in einer Rede das Einlenken „führender Nationalsozialisten“ bei der Rettung Hamburgs. Der soeben bei der Entnazifizierung als „unbelastet“ eingestufte Möller wurde von ihm zum Direktor des Staatsarchivs ernannt. Der SPD-Bürgerschaftsabgeordnete Hellmut Kalbitzer empörte sich jedoch, die Studie stelle eine verlogene Rechtfertigung der Nationalsozialisten dar. Das Hamburger Echo sekundierte, sie zeichne „ein Bild, wie es kein Nazi besser und schöner ausmalen konnte: … [Gauleiter] Kaufmann, der fähige Verwaltungsfachmann, Kaufmann, der Retter Hamburgs.“
Brauer distanzierte sich sofort von Möller und bezeichnete das Werk wahrheitswidrig als „eine private Arbeit Möllers“. Eine angeblich schon vorbereitete ausgewogene Publikation werde folgen. Eine 1939 erschienene Hitler-Verherrlichung aus Möllers Feder, die im Entnazifizierungsverfahren unbeachtet geblieben war, lieferte Brauer den Grund, ihn umgehend vom Dienst zu beurlauben. Schriftlich ließ Brauer auf eine parlamentarische Anfrage hin antworten, Möllers Arbeit sei kein Auftragswerk des Senats gewesen, und dieser habe das Werk auch nicht vor Drucklegung zur Kenntnis bekommen. Bei dieser „bewussten Irreführung des Parlaments“ veränderte Brauer außerdem nachträglich die Vorlage, die er im Senat hatte abstimmen lassen. Die Kontroverse endete schließlich mit einer nach Jahren gerichtlich erstrittenen Wiedereinsetzung Möllers sowie mit der Einrichtung einer Forschungsstelle für die Geschichte der Stadt Hamburg 1933–1945, der heutigen Forschungsstelle für Zeitgeschichte in Hamburg. Der Historiker Joist Grolle urteilt:

„Brauer war nicht der Mann, der sich bei langen Debatten aufhielt. Diese Haltung praktizierte er sowohl in der eigenen Fraktion und Partei wie gegenüber Kollegen im Senat. [Nach Brauers Überzeugung] gab es wichtigeres als unerquickliche Erörterungen um Modalitäten von Vergangenheitsbewältigung.“

In anderen Politikfeldern ging es weit weniger kontrovers zu. Ein zentrales wirtschaftspolitisches Anliegen Brauers war die Wiederbelebung des Hafens. Hier vermeldete er 1947, die Hälfte des Hafens sei wieder hergestellt. Aus Hamburgs Abhängigkeit von der Hafenwirtschaft und vom Handel ergab sich sein Eintreten für die Reaktivierung der deutschen Seeschifffahrt, die unter den drastischen alliierten Einschränkungen litt. Brauer rechnete es sich zudem als Erfolg an, dass Demontagen in Hamburg 1947 nur noch in Ausnahmefällen vorgenommen wurden.

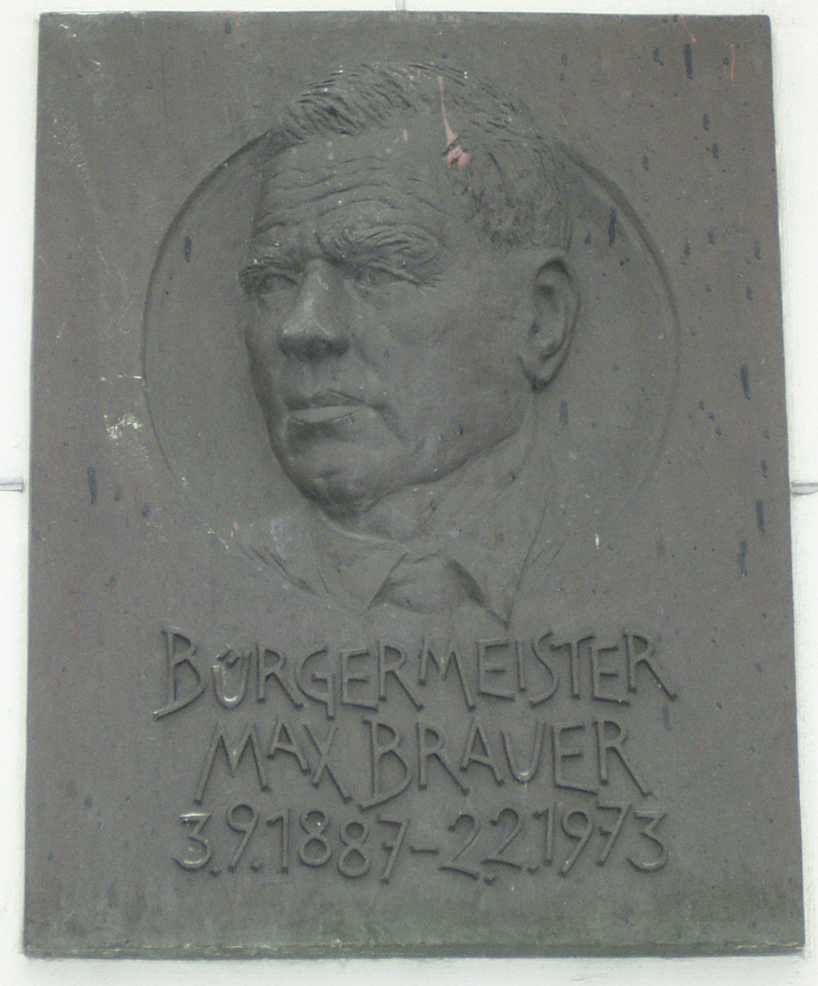
Gedenktafel am Max-Brauer-Haus in Hamburg-Altona, 1987 gefertigt vom Hamburger Bildhauer Hans-Joachim Frielinghaus.

Brauer gewann in diesen Jahren auch in der Deutschland- und Außenpolitik an Profil. Eine wichtige Station war dabei Anfang Juni 1947 die Münchener Ministerpräsidentenkonferenz. Die Spaltung Deutschlands in zwei Staaten nahm hier erste Konturen an, denn die Repräsentanten der sowjetischen Besatzungszone verließen die Tagung schon vor dem eigentlichen Beginn. Brauer bedauerte ihre Abreise nicht, sondern unterstellte den Ost-Delegierten öffentlich parteitaktische Motive dafür. Sein Aufruf an die Deutschen im Exil, sie mögen heimkehren und beim Wiederaufbau helfen, wurde von der Konferenz ohne Änderungen publiziert – zur Aussprache über diese Resolution hatte die Zeit gefehlt.
Die sich abzeichnende Gründung eines Weststaates wurde von Brauer begrüßt. Die neue Staatlichkeit hielt er zwar nur für ein Provisorium; sie sei allerdings den „Hilfskonstruktionen (…), mit denen bisher in Deutschland Politik gemacht worden ist“, vorzuziehen. Auch den Marshallplan begrüßte er. Auf der Rittersturz-Konferenz, auf der die elf Ministerpräsidenten der westlichen Besatzungszonen im Juli 1948 die Gründung eines Weststaates beschlossen, nahm er aktiv teil und riet, auch die Vorsitzenden der demokratischen Parteien zu den Beratungen hinzuzuziehen, konnte sich aber nicht durchsetzen.
Den Repräsentanten der Besatzungsmacht fielen seine Positionen in der Staatsgründungsfrage und seine Westorientierung positiv auf. Ihrer Ansicht nach teilte er die angloamerikanische Sicht der Dinge. Dass Max Brauer mit diesen Positionen in Gegensatz zu Kurt Schumacher und zur Mehrheit der Nachkriegs-SPD geriet, störte ihn nicht. Dieser Gegensatz zeigte sich nach 1949 auch in der Europafrage. Brauer zählte hier neben Ernst Reuter (Berlin) und Wilhelm Kaisen (Bremen) zum sogenannten Bürgermeisterflügel der SPD. Alle drei wünschten im Unterschied zur Mehrheit in den Parteiführungsgremien eine positivere und aktivere Europapolitik der Sozialdemokratie. Auf dem Hamburger Bundesparteitag der SPD im Mai 1950 wurde der Konflikt ausgefochten, der Bürgermeisterflügel unterlag. Trotzdem befürwortete Brauer weiter öffentlich die Einigung Westeuropas.
Die Bürgerschaftswahl vom 16. Oktober 1949, bei der Brauer ein Parlamentsmandat erhielt, gewann die SPD erneut. Ihren Stimmenanteil konnte sie fast vollständig halten, das abgeschwächte Mehrheitswahlrecht sicherte ihr auch diesmal eine klare Mandatsmehrheit. Brauer wollte nochmals liberalen Politikern ein Senatsamt anbieten und erinnerte dabei an das Bündnis von Hamburger Liberalen und Sozialdemokraten in den Weimarer Jahren. Liberale Senatoren waren für ihn zudem ein probates Mittel zur Zähmung des linken Flügels seiner eigenen Partei. Zugleich erwartete er bei Gesprächen mit Vertretern der US-Regierung Nachteile, wenn Vertreter marktwirtschaftlicher Positionen aus seinem Senat gedrängt werden würden. Im Wahlkampf war die FDP allerdings zusammen mit den anderen bürgerlichen Parteien gegen die SPD zu Felde gezogen. Zudem war sie zerstritten, und die Gründung einer Partei mit linksliberalem Profil war trotz sozialdemokratischer Protektion gescheitert. Die Mehrheit seiner eigenen Partei folgte Brauer darum nicht. Der Landesparteitag beschloss Ende Oktober 1949 stattdessen eine SPD-Alleinregierung, bündnisbereite liberale Kräfte seien im Hamburger Bürgertum marginalisiert. In seinem Regierungsprogramm kündigte Brauer am 3. März 1950 die Fortsetzung der bisherigen Politik an, um wirtschaftspolitische Vorhaben akzentuiert. Dazu gehörte die Vorgabe, 1950/51 15.000 Wohneinheiten zu errichten, anschließend jährlich 20.000. Auch der weitere Ausbau des Hafens gehörte zur Agenda.
In seiner zweiten Amtszeit boten sich Brauer vielfach Gelegenheiten, die Erfolge des materiellen Wiederaufbaus zu feiern. Immer wieder gab es neue Krankenhäuser, Schulen oder Straßen zu eröffnen. Brauer selbst deutete den Wiederaufbau der Elbmetropole zwei großen Linien zu, die in seiner Biografie verknüpft waren. Zum einen betrachtete er ihn als Fortsetzung seiner Altonaer Politik: Das, was er als Altonaer Oberbürgermeister veranlasst hatte, sollte nun Hamburg prägen. Zum anderen ließ Brauer den Wiederaufbau als Ertrag seiner Exilerfahrungen, insbesondere in den Vereinigten Staaten, erscheinen. Seinen Geschmack an der Moderne in Kunst und Architektur symbolisierten die häufigen und ausgedehnten Gespräche mit Oskar Kokoschka. Beide trafen sich dazu über den Dächern der Stadt, weit oben in den Grindelhochhäusern, die als Manhattan von Hamburg, als „Sensation in Deutschland“ galten. Ausdruck dieser Freundschaft war ein Porträt des Sozialdemokraten, dessen moderner Stil sich nicht am Publikumsgeschmack orientierte.

### Erzwungene Pause
Für den 1. November 1953 waren die dritten Bürgerschaftswahlen nach dem Krieg angesetzt. Brauer glaubte fest an sein Weiterregieren, die vorzeigbaren sozialen, wirtschaftlichen und städtebaulichen Erfolge schienen ihm dafür eine ausreichende Garantie zu sein. Die lokalen Ereignisse im Jahr 1953 – die Internationale Gartenbauausstellung, der Baubeginn der Ost-West-Straße, die Einweihung der Neuen Lombardsbrücke und der Fernsehstudios des Nordwestdeutschen Rundfunks, die Eröffnung des neuen Volksparkstadions, der Stapellauf der Tina Onassis sowie der Evangelische Kirchentag – betrachtete er als Chance, sich erneut als treibende Kraft der Hansestadt, als „Seele des Wiederaufbaus“ zu präsentieren. Die SPD erreichte zwar mit 45,2 Prozent ihr bestes Resultat seit Kriegsende. Sie musste sich dennoch geschlagen geben, weil die bürgerliche Opposition aus Christlich Demokratischer Union Deutschlands (CDU), FDP, Deutscher Partei (DP) und Gesamtdeutscher Block / Bund der Heimatvertriebenen und Entrechteten (BHE) sich zum Hamburg-Block zusammengeschlossen hatte, der auf exakt 50 Prozent der Stimmen kam. Die Kommunisten scheiterten an der Fünf-Prozent-Hürde. „Brauer grollte“, er interpretierte das Ergebnis als Undank der Wähler und lehnte es ab, das Amt des Oppositionsführers anzutreten, das schließlich Paul Nevermann übernahm. Brauer weigerte sich zudem, zurückzutreten. Die Vertreter des Hamburg-Blocks einigten sich darum, in der ersten Sitzung der neuen Bürgerschaft am 20. November 1953 erstmals in der Geschichte der Bundesrepublik einen Antrag auf ein konstruktives Misstrauensvotum zu stellen. Am 2. Dezember entzog die Bürgerschaft dem Minderheitssenat unter Brauer (Senat Brauer II) das Vertrauen, Kurt Sieveking wurde Amtsnachfolger Brauers. Als Grund für die Wahlniederlage der SPD wurde von sozialdemokratischer Seite rückblickend oft die Schulreform angeführt. Mit ihr war seit 1949 der gemeinsame Unterricht aller Kinder von vier auf sechs Jahre ausgedehnt worden. Erst dann sollte die Entscheidung über den weiteren Bildungsweg des Kindes im dreigliedrigen Schulsystem fallen. Ob diese Deutung zutrifft, ist umstritten.
In den nächsten Jahren konzentrierte Brauer sich nicht auf die Hamburger Politik. Er lehnte es allerdings ebenfalls ab, für die jeweiligen kommunalen Spitzenämter von Kiel und Berlin zu kandidieren. Stattdessen engagierte er sich in der SPD stärker auf Bundesebene, erarbeitete umfangreichere Studien zur Sozialpolitik und pflegte persönliche Netzwerke.
In der Bundes-SPD betätigte er sich im Vorwege des Münchener Bundesparteitages von 1956 sowohl im Außenpolitischen als auch im kommunalpolitischen Ausschuss. Auch in der Kommission, die unter Vorsitz von Willi Eichler ein neues Parteiprogramm – das spätere Godesberger Programm – ausarbeitete, beteiligte er sich. Prägenden Einfluss erlangte er jedoch in keinem dieser Gremien, obwohl er auf dem Parteitag von München erneut in den Parteivorstand gewählt wurde.
Zu den Abhandlungen, die Brauer 1954 auf sozialpolitischem Gebiet anfertigte, gehörte eine Darstellung zur sozialen Sicherheit in den USA. Sie wurde von der Alten Volksfürsorge herausgegeben, die Brauer sofort nach seiner Wahlniederlage in den Vorstand geholt hatte. Drei Jahre später, 1957, erschien eine weitere Ausarbeitung Brauers. Sie hatte die „Probleme der Automatisierung“ zum Gegenstand und wurde vom Bezirk Nordmark des Deutschen Gewerkschaftsbundes vertrieben. Exklusive Freundschaften pflegte er in diesen Jahren mit einflussreichen Hamburger Unternehmern wie den Brüdern Hermann und Philipp Fürchtegott Reemtsma, Kurt A. Körber, Alfred Toepfer sowie Albert Schäfer von der Phoenix AG. Zudem nahm er 1955 an der Mailänder Konferenz Die Zukunft der Freiheit teil und besuchte in diesen Jahren die exklusiven Gesprächsrunden der Bilderberg-Konferenz. Zugleich wirkte er in Gremien des Hamburger Übersee-Clubs mit, amtierte als Präsident des Deutschen Bühnenvereins, hielt Reden im Auftrag des Kuratoriums Unteilbares Deutschland und war Ehrenmitglied des Deutschen Städtetags.

### Erster Bürgermeister von 1957 bis 1960
1957 feierte Max Brauer seine Rückkehr als Erster Bürgermeister. Die bürgerliche Koalitionsregierung unter Sieveking überzeugte die Wählermehrheit bei den Bürgerschaftswahlen vom 10. November 1957 nicht mehr. Im Laufe ihrer Amtszeit hatten drei ihrer Senatoren zurücktreten müssen, und die den Senat tragenden Parteien hatten sich zusehends zerstritten. Die konservative DP liebäugelte mit dem Vorhaben, zur oppositionellen SPD überzulaufen, wurde aber durch die Bundesebene der Partei daran gehindert. Die SPD hatte der FDP zudem Avancen gemacht, sie im Fall einer für die Sozialdemokraten günstig ausgehenden Wahl in jedem Fall am Senat zu beteiligen. Ferner hatte die Freidemokraten das Angebot der Sozialdemokraten gelockt, sich für eine Verhältniswahl starkzumachen.
Erstmals seit Jahrzehnten erhielt die SPD die absolute Mehrheit der Stimmen (53,9 Prozent). Das Koalitionsversprechen haltend und an die häufige Zusammenarbeit von SPD und liberalem Bürgertum erinnernd, reservierte Brauer den Freien Demokraten drei Senatorensitze (Senat Brauer III). Zwischen Brauer und Paul Nevermann war abgesprochen, dass der vormalige SPD-Oppositionsführer noch während der Legislaturperiode dem siebzigjährigen Brauer im Amt des Ersten Bürgermeisters folgen sollte.
Bis dahin konnten Hamburg, der sozialliberale Senat und Max Brauer weitere Wiederaufbauerfolge melden. Dennoch fehlte in diesen letzten Amtsjahren Brauers der Schwung, der seine ersten beiden Amtsperioden ausgezeichnet hatte. Die Routinen der mittlerweile eingespielten städtischen Verwaltung mitsamt ihren charakteristischen Konflikten und Stockungen prägten das politische Tagesgeschäft. Die Wege hin zu politischen Entscheidungen wurden länger. Die Zeit von Anfang 1958 bis Ende 1960 ist deshalb weniger mit der Fortsetzung der Wiederaufbaupolitik verbunden, sondern mit Brauers bundespolitischem Engagement in der Frage der atomaren Bewaffnung der Bundeswehr. Während die Bundesregierung diese militärische Kapazität anstrebte – Adenauer verharmloste sie zur bloßen Weiterentwicklung der Artillerie –, war die Ablehnung in der Bevölkerung weit verbreitet. Die SPD setzte sich an die Spitze dieser Oppositionsbewegung, die unter der Parole Kampf dem Atomtod bekannt wurde. Brauer wurde von der Partei mit der Geschäftsführung dieser außerparlamentarischen Protestbewegung betraut, und Hamburg entwickelte sich zu ihrem Zentrum. Bereits im Bürgerschaftswahlkampf hatte die SPD gegen die Pläne der Bundesregierung Stellung bezogen. Brauer formulierte im Januar 1958 nun das Regierungsziel, der Hamburger Senat solle die Bundesregierung zur Aufgabe ihrer Pläne bewegen. Höhepunkt der Aktivitäten gegen die atomare Bewaffnung der Bundeswehr war am 17. April 1958 eine Demonstration auf dem Hamburger Rathausmarkt, an der über 150.000 Menschen teilnahmen. Brauer war zusammen mit Hans Henny Jahnn und Wolfgang Döring (FDP) Hauptredner der Kundgebung. Ein von der Hamburger Bürgerschaft beschlossenes Gesetz zur Volksbefragung wurde vom Bundesverfassungsgericht im August 1958 für unrechtmäßig erklärt. Brauer geißelte dieses Urteil öffentlich als Missachtung der Bevölkerungsmehrheit. Er sah in diesem Gerichtsbeschluss zudem eine Tendenz zur Förderung autoritärer und restaurativer Regierungsformen:

„Unsere Besorgnisse sind durch dieses Urteil gewachsen, weil das Ventil der freien Meinungsäußerung im Rahmen einer Volksbefragung mit formal-verfassungsrechtlichen Bedenken verstopft worden ist. [Es dokumentiert] ein beunruhigendes Mißverhältnis zwischen dem repräsentativen demokratischen Formalismus und den Lebensbedürfnissen einer demokratischen Gemeinschaft.“

Weil die Bundesregierung ihre Waffenpläne jedoch aus anderen Gründen aufgab, versandete die Kampf-dem-Atomtod-Bewegung recht bald. Brauer blieb dem Thema indessen verbunden. Brauers deutschlandweit sichtbares Engagement trug dazu bei, dass er als Kandidat für eine Spitzenposition bei der Umgestaltung der SPD gehandelt wurde, die nach ihrem Wahldebakel von 1957 eingeleitet worden war.
Im Laufe des Jahres 1960 mehrten sich die Fragen von Journalisten, wann Brauer sein Amt an Nevermann abgeben würde. Brauer empfand diese Nachfragen als unangemessen und reduzierte seine Pressekonferenzen in erkennbarem Umfang. Zugleich mutmaßte er, Nevermann wollte ihn vorzeitig beerben. Schließlich wurde am 20. Dezember 1960 Brauers Abschied vom Amt des Ersten Bürgermeisters mit einem großen Festakt zelebriert. An diesem Tag verlieh ihm die Wirtschafts- und Sozialwissenschaftliche Fakultät der Universität Hamburg die Ehrendoktorwürde. Drei Jahre zuvor war er dort bereits Ehrensenator geworden. Die Hamburger Bürgerschaft ernannte ihn zum Ehrenbürger der Stadt. Abends fanden Fackel- und Musikumzüge zu seinen Ehren statt, die vor dem Rathaus endeten. Von dessen Balkon sprach Brauer zur versammelten Menge und brachte noch einmal voller Stolz das Wiederaufbauwerk nach dem Zweiten Weltkrieg in Erinnerung. Mit diesen Feierlichkeiten ging in Hamburg die Ära Brauer zu Ende.

### Späte Jahre
Vor der Bundestagswahl vom 17. September 1961 machte Willy Brandt, Kanzlerkandidat der SPD, Max Brauer zum Außenminister in seinem Schattenkabinett. Mehr als eine Geste der Anerkennung gegenüber dem altgedienten Sozialdemokraten aus Hamburg war dies kaum, denn die Aussichten der SPD, nach den Wahlen die Regierung bilden zu können, standen schlecht. Brauer wurde mit dieser Bundestagswahl allerdings Abgeordneter des Deutschen Bundestages. In Bonn konnte er keine nachhaltigen Akzente mehr setzen, stattdessen umgab ihn dort eine große Stille. Aufgrund dieser schwachen bundespolitischen Bilanz wurde Brauer 1964 auf dem Karlsruher SPD-Bundesparteitag nicht erneut in den SPD-Vorstand gewählt. Hinzu kam, dass er hier – sich in seinem Engagement gegen Atomwaffen treu bleibend – zur Minderheit gehörte, die gegen eine deutsche Beteiligung an einer multilateralen Atomstreitmacht opponierte. Entsprechende militärische Planungen zirkulierten seinerzeit in der NATO. Die Mehrheit der Partei bejahte das Vorhaben – eine „bittere Niederlage“ für Brauer an seinem politischen Lebensabend, so Helmut Schmidt.
Auch in Hamburg erwuchs ihm innerparteilich Konkurrenz. Für den 19. September 1965 waren Bundestagswahlen angesetzt. Im Februar unterlag Brauer gegen den jungen Hans Apel bei der Abstimmung zum Kandidaten im sicheren Wahlkreis Hamburg-Nord I. Wenige Wochen später wählten die Hamburger Genossen den Gewerkschafter Heinz Scholz auf Listenplatz 10. Damit konnte Max Brauer nicht mehr mit einem aussichtsreichen Listenplatz rechnen und verließ sofort den Landesparteitag. Dass er im selben Jahr mit der Bürgermeister-Stolten-Medaille geehrt wurde, konnte seine Enttäuschung über sein politisches Ende kaum aufwiegen.
Von 1962 bis 1966 war Brauer Mitglied der Parlamentarischen Versammlung des Europarates.

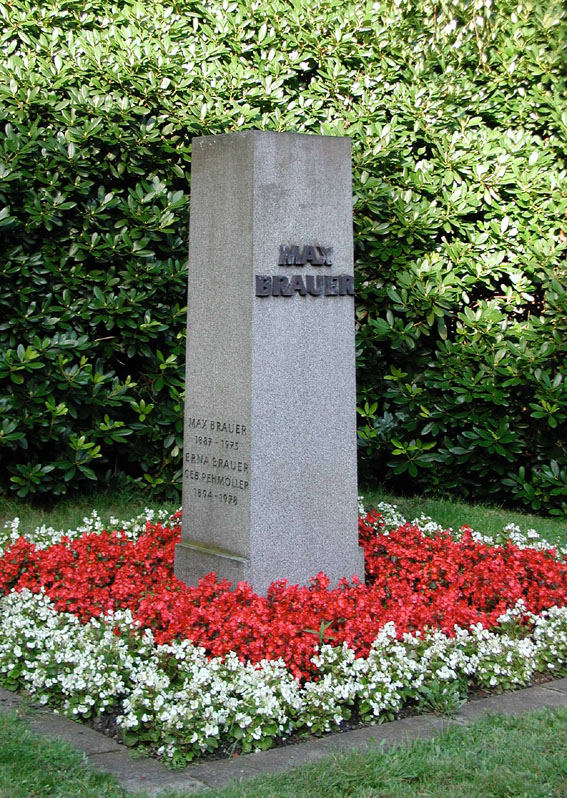
Grab von Max Brauer und seiner Ehefrau auf dem Altonaer Hauptfriedhof.

Danach zog sich Brauer aus der Politik zurück. Anlässlich seines 80. Geburtstages würdigte die Presse noch einmal sein Lebenswerk. Brauer nutzte diese Aufmerksamkeit, um in einem Interview die Große Koalition unter Kurt Georg Kiesinger als einen schweren Fehler zu kritisieren und die von dieser Regierung lancierten Pläne einer Abschaffung des Verhältniswahlrechts als undemokratisch zu bezeichnen. Danach wurde es still um Max Brauer. Fünf Jahre später, zu seinem 85. Geburtstag, sah man ihn im Rollstuhl, von den Folgen eines Schlaganfalls gezeichnet. Ende 1972 kam er ins Krankenhaus und starb am 2. Februar 1973. Auf dem Hauptfriedhof Altona fand er seine letzte Ruhestätte.

## Rezeption

### Gedenken

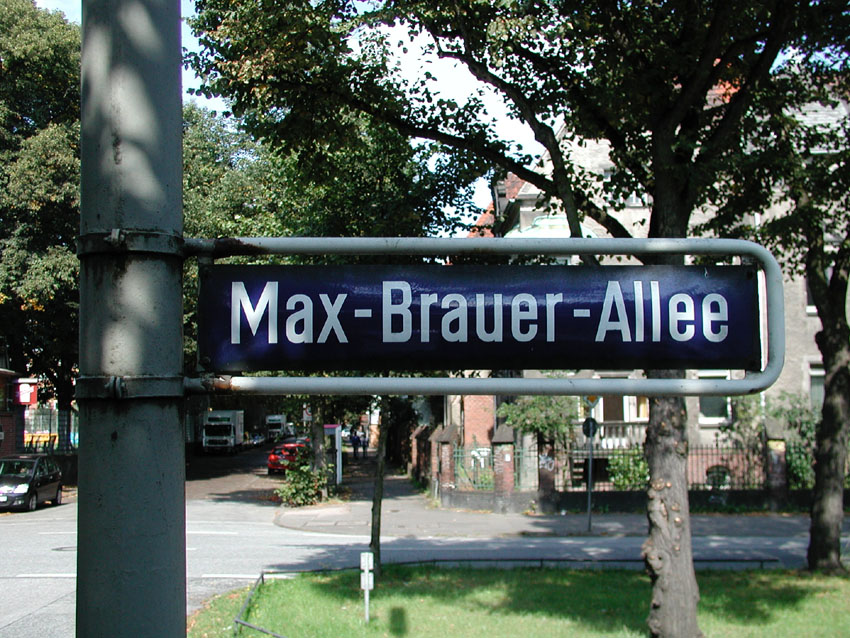
Straßenschild in Altona: Max-Brauer-Allee, Ecke Hospitalstraße.

Das Andenken an Max Brauer ist in Hamburg vielfältig. Die lange Allee, die vom Altonaer Balkon zum Nordrand des Schanzenviertels führt, heißt seit 1975 Max-Brauer-Allee. Das Büro der Altonaer SPD, Max-Brauer-Haus genannt, ist am südlichen Ende dieser Straße zu finden. In Altona ist zudem eine Gesamtschule, die Max-Brauer-Schule, nach ihm benannt. Im Hafenstadtteil Steinwerder findet sich der Max-Brauer-Kai. Die Max-Brauer-Stiftung der Hamburger Hochbahn AG widmet sich der Förderung von Hochbegabten. In Hamburg-Bramfeld trägt eine Pflegeeinrichtung den Namen Max Brauer-Haus. Die Alfred Toepfer Stiftung F. V. S. vergibt alljährlich den Max-Brauer-Preis. Sie ehrt damit Persönlichkeiten und Institutionen in der Freien und Hansestadt Hamburg, die sich in verdienstvoller Weise für das kulturelle, wissenschaftliche oder geistige Leben in der Stadt eingesetzt haben. Zum Schiffspark der Hamburger Reederei HADAG gehörte das Fährschiff Max Brauer. Es wurde 2015 verschrottet. Die Wasserschutzpolizei der Freien und Hansestadt Hamburg betreibt das Patrouillenboot Bürgermeister Brauer, das 1992 gebaut wurde. Am früheren Wohnhaus Brauers, in dem er von 1955 bis 1972 gelebt hat (An der Alster Nr. 65), wurde im November 2023 eine Gedenktafel angebracht. Seit 2025 gehört das neue Patrouillenboot, „Bürgermeister Brauer“ zum Schiffspark der Wasserschutzpolizei Hamburg.

### Forschung
Wesen, Werk und Wirkung Brauers sind in ihren Grundzügen heute erforscht, wenngleich eine umfassende Biografie aussteht. Die erste größere Studie hat 1972 sein langjähriger Pressesprecher Erich Lüth vorgelegt. Sie würdigt Person und Lebenswerk, ist aber nicht frei von Legenden. So ist die von ihm überlieferte Darstellung, auf der Wahlkampfveranstaltung vom 11. August 1946 hätten Zehntausende Brauer zum Verbleib in Hamburg aufgefordert, nicht durch die Quellen verbürgt. Insbesondere Hamburger beziehungsweise mit Hamburg eng verbundene Historiker haben sich mit Brauer beschäftigt. Ihre Urteile fallen durchweg wohlwollend aus. Dennoch wird an bestimmten Punkten kritische Distanz zum Forschungsgegenstand deutlich. Drei Aspekte stehen dabei im Mittelpunkt. Zum einen wird hervorgehoben, dass Brauer, der in der sozialdemokratischen Arbeiterbewegung fest verwurzelt war, in seinen Exiljahren und darüber hinaus davon überzeugt blieb, die Arbeiterschaft sei von der NS-Ideologie kaum berührt worden. Die Zugkraft der Volksgemeinschaftsideologie hat er unterschätzt, seinen Glauben an die Arbeiterschaft wollte er sich selbst durch kritische Hinweise seiner Briefpartner nicht nehmen lassen. Zum anderen habe er sich nur wenig dafür interessiert, wer sich von denen, die beim Wiederaufbau der Stadt engagiert waren, zuvor tiefer in die Politik und Ideologien des Dritten Reiches verstrickt hatte. Brauer kam es in erster Linie darauf an, den Blick nach vorn zu richten. Beides ist als „Kraft der Verblendung“ (Wildt) mit paradoxer Wirkung bezeichnet worden: Brauer bot den nach 1933 in Deutschland Gebliebenen einen „Pakt“ an, der letztlich auf Verdrängung basierte und trotzdem beziehungsweise gerade darum Energien und Tatkraft für die materielle Aufräum- und Wiederaufbauarbeit freisetzte. Die Historiker verweisen schließlich auf Brauers zum Teil autoritären Führungsstil. Er „galt als autoritär, dominant, stur und frei von allen Selbstzweifeln“. War dies in der Weimarer Zeit und in den ersten Jahren nach dem Zweiten Weltkrieg noch funktional, weil Tatwille im Stadtregiment und politisch-psychologische Führung der Bevölkerung in besonderem Maße gefragt waren, so stieß dieser Führungsstil in den 1950er Jahren zunehmend an Grenzen. Nach Meinung der Historiker veränderte die zunehmende Komplexität des großstädtischen Regierungs- und Verwaltungshandelns die Anforderungen an Spitzenpolitiker. Sie mussten nun stärker delegieren und moderieren. Auch Kollegialität als Kennzeichen des Miteinanders im Senat sei geboten gewesen. Hier konnte sich der „Macher“ Max Brauer offenbar nicht im ausreichenden Maße anpassen. Gleichwohl halten ihn Publizistik und Geschichtswissenschaft für einen der wichtigsten Hamburger Bürgermeister im 20. Jahrhundert.

## Anhang

### Schriften von Max Brauer
- Für das größere Altona. in: Stimmen zur Frage eines größeren Altona. Zusammengestellt vom Werbeausschuß für ein größeres Altona. Hammerich & Lesser, Altona 1925, S. 7–18.
- Öffentliche und private Wirtschaft. Verl.-Ges. des Allg. Dt. Gewerkschaftsbundes, Berlin 1931. (Sonderdruck aus dem Protokoll des 14. Kongresses der Gewerkschaften Deutschlands in Frankfurt/M. vom 31. August bis 4. September 1931)
- Soziale Sicherheit. Neueste Erfahrungen in USA. Herausgegeben von der „Alte Volksfürsorge“ Gewerkschaftlich Genossenschaftliche Lebensversicherungsaktiengesellschaft, Hamburg, o. J. (Vortrag, gehalten auf der Betriebsversammlung der „Alte Volksfürsorge“ Hamburg 1954)
- Nüchternen Sinnes und heißen Herzens. Reden und Ansprachen. 2. erweiterte Ausgabe, Verl. Auerdruck, Hamburg 1956.
- Probleme der Automatisierung. Hrsg. vom Deutschen Gewerkschaftsbund, Hamburg 1957.